# Elfenbein

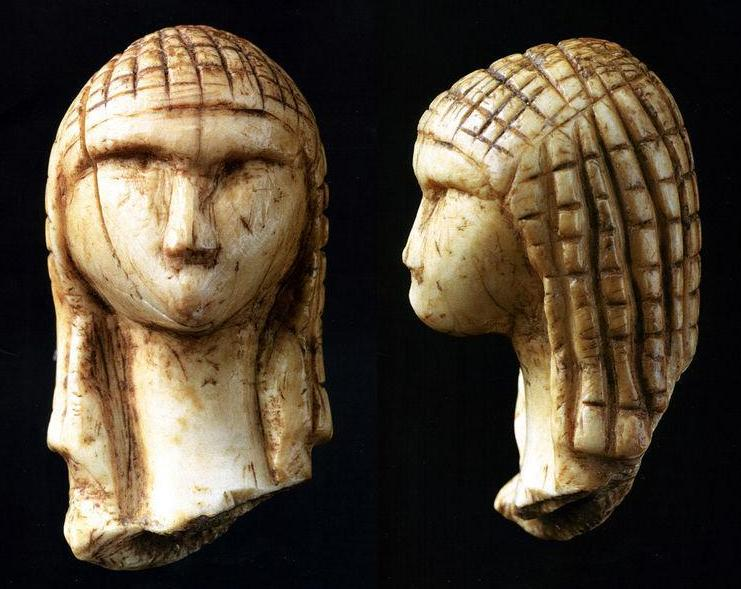
Kopf der Venus von Brassempouy, erste menschliche Darstellung mit erkennbaren Gesichtszügen; jüngere Altsteinzeit

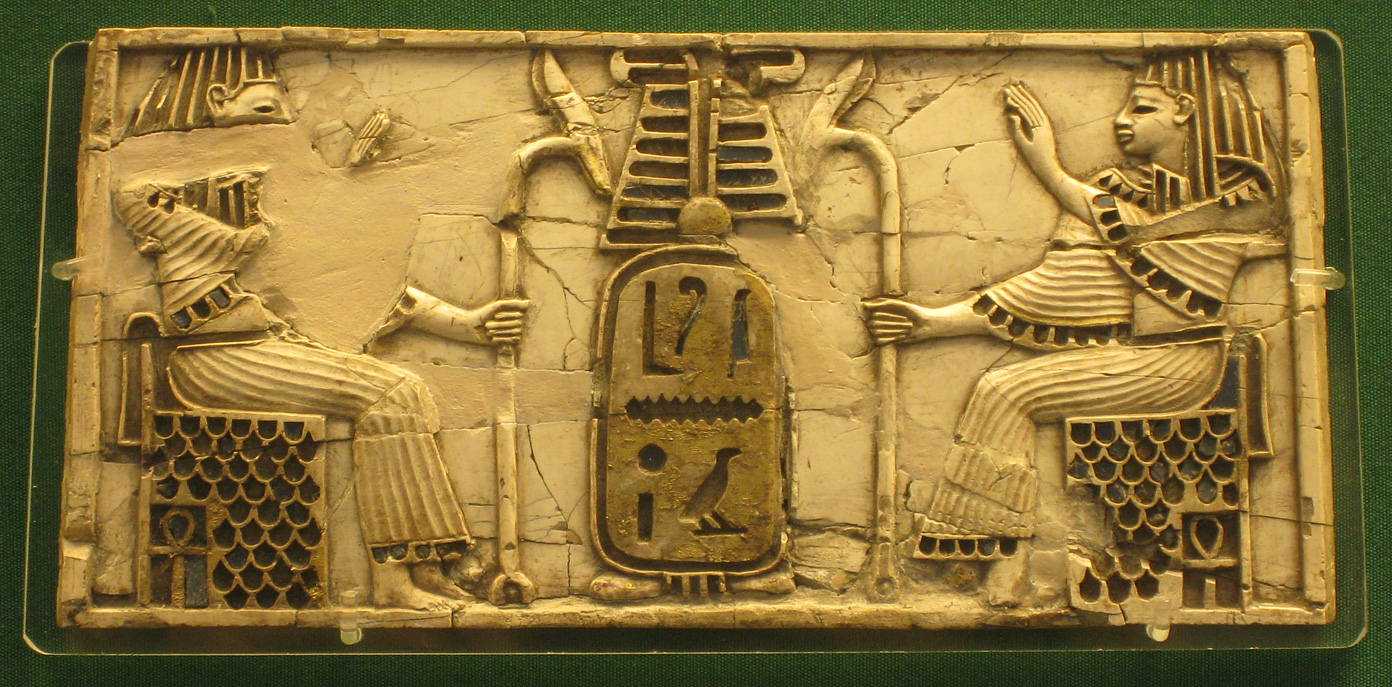
Ägyptische Elfenbeintafel, Beutestück der assyrischen Könige, gefunden in Nimrud

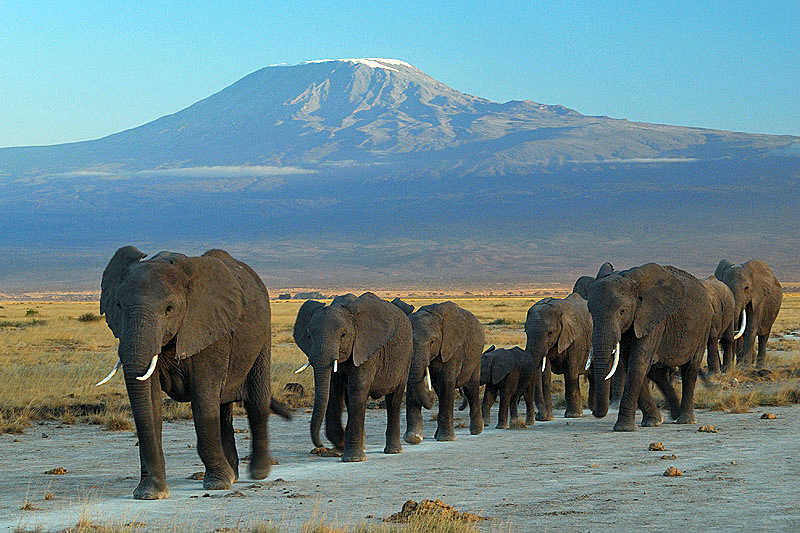
Elefantenfamilie vor dem Kilimandscharo

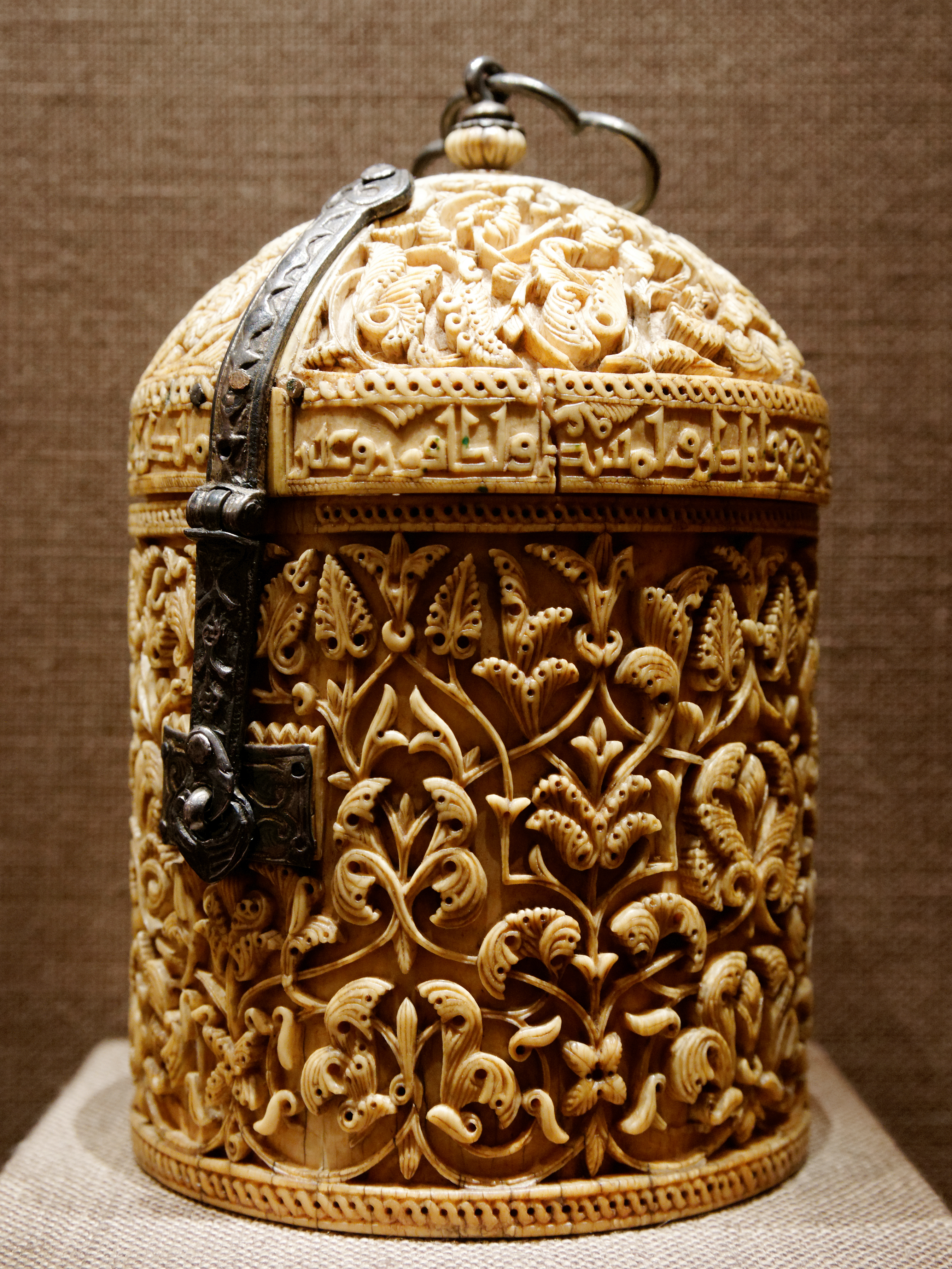
Elfenbein-Dose (Pyxis), 10. Jh. Kalifat von Córdoba

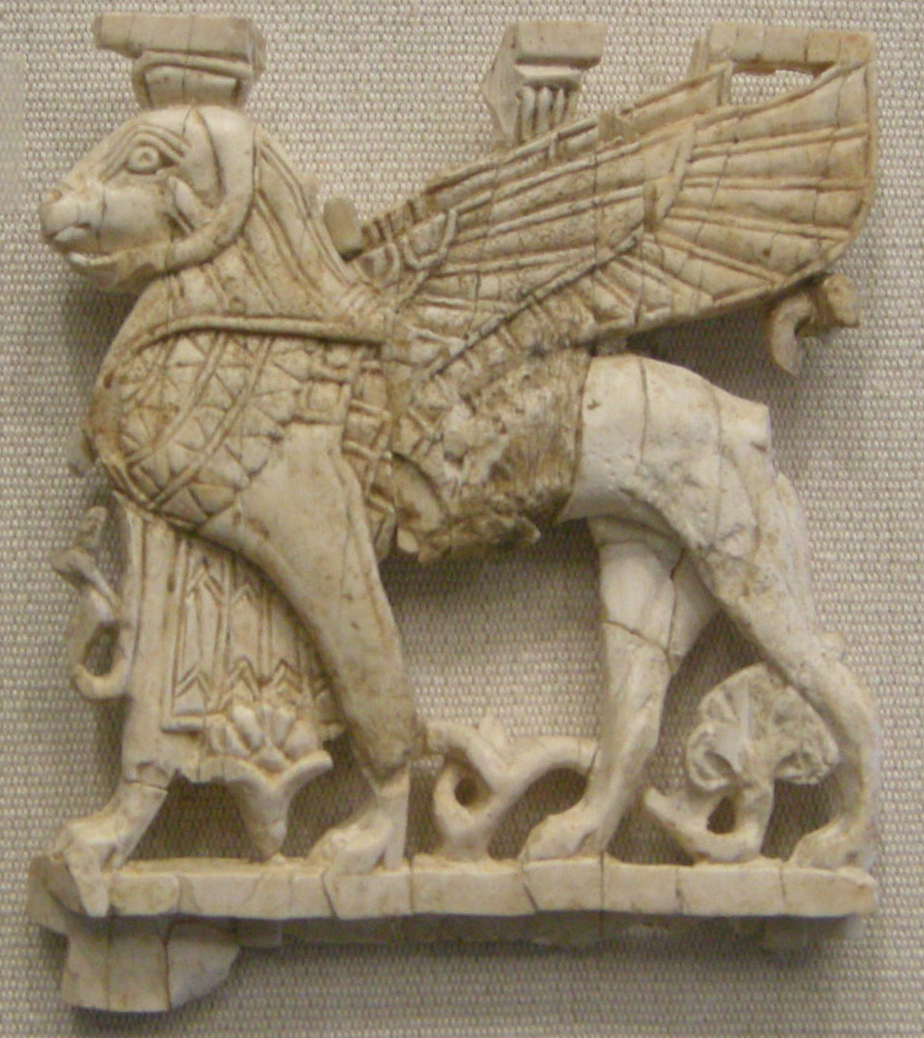
Elfenbeinplakette aus Nimrud

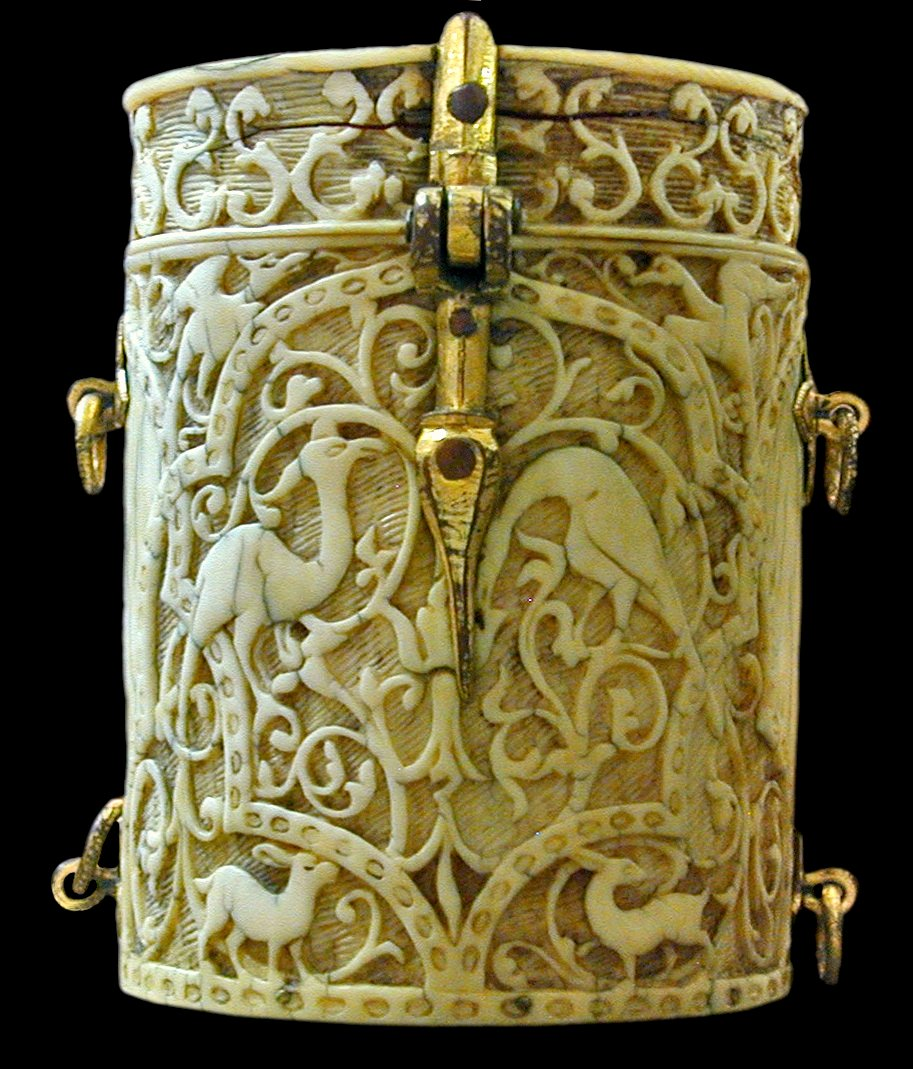
Indische Elfenbeindose, 17. Jh.

Elfenbein (lateinisch Ebur) bezeichnet im engeren Sinne die Substanz der Stoßzähne von Elefant und Mammut, wobei der Elefant heutzutage die Hauptquelle von Elfenbein ist, während das ausgestorbene Mammut das fossile Elfenbein liefert. Im weiteren Sinne wird unter Elfenbein auch das Zahnbein der Stoß- und Eckzähne verschiedener Säugetiere verstanden, wie Walross, Pottwal, Narwal oder Flusspferd.
Elfenbein ist ein lange haltbarer Werkstoff zur Herstellung von Gebrauchs- und Schmuckgegenständen. Die steigenden Ansprüche einer wachsenden Weltbevölkerung haben dazu geführt, dass die Anzahl an Elefanten stark reduziert wurde, so dass vor allem der Bestand des gegenüber dem Indischen mit größeren Stoßzähnen ausgestatteten Afrikanischen Elefanten gefährdet ist.

## Etymologie und Definition
Das deutsche Wort Elfenbein (frühneuhochdeutsch helf(f)enbein, mittelhochdeutsch hëlfenbein, althochdeutsch helfantbein) bedeutet „Elefantenknochen“. Es geht zurück auf das altgriechische Wort ἐλέφας (éléphas) und das lateinische elephantus, was zunächst das Material bezeichnete und später auch auf das Tier übertragen wurde, als die Griechen und Römer es kennenlernten. Im alten Rom diente es zur Herstellung von Zahnersatz. Dort wurde es auch „indisches Horn“ genannt, wie den Epigrammen Martials zu entnehmen ist.
Der lateinische Name Ebur geht wie der griechische Name auf altägyptisch āb(u) bzw. koptisch ebou („Elefant“, „Elfenbein“) zurück.
Geschichtlich ist Elfenbein (als Elefantenzahn bzw. Elefantenstoßzahn) in der Regel nur auf das Stoßzahnmaterial der Elefanten und Mammuts bezogen worden. Dementsprechend unterscheiden Kunstgeschichte und Antiquitätenhandel dieses von anderem Zahnmaterial. Auch im Artenschutzrecht geht es bei dieser Bezeichnung um die Stoßzähne der Elefanten, hier wird unterschieden zwischen „Rohelfenbein“ und „verarbeitetem Elfenbein“.

## Elfenbein vom Elefanten

### Überblick
Während der längsten Zeitspanne der Menschheitsgeschichte, der Steinzeit, diente die Jagd allein dem Nahrungserwerb. Bei den unverdaulichen Teilen (Felle, Häute, Horn, Knochen, Elfenbein) fand eine Resteverwertung statt. Eine Änderung trat ein mit dem Aufkommen von Ackerbau und Viehzucht und der Entstehung von Hochkulturen, vor allem im afro-asiatischen Raum. Elfenbein wurde Bestandteil dieser Kulturen und es begann die Jagd auf Elefanten allein des Elfenbeins wegen. Die Wehrhaftigkeit des Elefanten und die Gefahren der Jagd machten Elfenbein zu einem kostbaren Rohstoff, der später auch Eingang in die Kulturen der Griechen und Römer fand. Die Seltenheit des Materials über mehr als 2000 Jahre hinweg sicherte Elfenbein eine ähnliche Wertschätzung wie Gold.
Eine erste folgenschwere Änderung wurde vorbereitet durch die Übernahme des Elfenbeinhandels durch die Kolonialmächte England, die Niederlande und Portugal, die für ein Überangebot sorgten. Ende des 19. Jahrhunderts wurden jährlich über 800 Tonnen Elfenbein nach Europa eingeführt, was zur Verbilligung des Elfenbeins und zur industriellen Verarbeitung beitrug (Griffe aller Art, Klaviertasten, Gefäße, Schmuck, Knöpfe, Spielwürfel, Dominosteine, Billardkugeln). Hochrechnungen aus dem Jahr 1894 sprachen von 80.000 getöteten Tieren pro Jahr.
Die zweite, weitaus ernstere Entwicklung bei dem inzwischen enorm dezimierten Elefantenbestand betrifft die Gegenwart. Schätzungen zufolge sank der Bestand innerhalb von nur 30 Jahren (1979–2007) von 1,3 Millionen auf 500.000 bis 700.000. Ursache ist die ständig steigende Nachfrage aus Souvenirhandel und den zu Wohlstand gekommenen Mittelschichten der aufstrebenden Völker Asiens. Gegenstände aus Elfenbein werden als Statussymbole hochgeschätzt. Hier ein Umdenken herbeizuführen bzw. der Wilderei von Elefanten entgegenzuwirken, haben sich internationale Tierschutz- und Umweltorganisationen zur Aufgabe gemacht.

### Beschreibung des Materials
Elfenbein ist das Zahnbein der aus dem Oberkiefer herauswachsenden Stoßzähne. Da diese nicht dem Zerkleinern der Nahrung dienen, sind weder Zahnschmelz noch Zahnwurzel vorhanden. Stoßzähne sind innen hohl (mit massiver Spitze) und bis zu einem gewissen Grade elastisch. Sie dienen als Waffe, die lebenslang stetig nachwächst.
Beim Elfenbein des Elefanten handelt es sich um ein relativ weiches Material, das sich mit spanenden Werkzeugen leicht bearbeiten lässt (siehe Artikel Elfenbeinschnitzerei). Die Farbe ist ein warmes Weiß mit Abstufungen, Farbabweichungen sind selten. Als besonders wertvoll gilt gleichmäßig helles Elfenbein.
Die Härte von Elfenbein nach der von 1 bis 10 reichenden Mohs-Skala wird in der Literatur mit 2 bis 3 angegeben, womit es etwa die Härte von Gold hat. Die Schwankungen ergeben sich aus dem Nahrungsangebot. Je mehr Mineralstoffe der Elefant zu sich nimmt, desto härter ist sein Stoßzahn. Die Dichte beträgt 1,7 bis 1,85 g/cm³ und liegt damit zwischen den Werten von Knochen und Leichtbeton. Elfenbein besteht aus: Calciumphosphat, Calciumcarbonat, Wasser, Aluminiumoxid, Magnesiumoxid, Gelatine und Albumin. Die verbindende Substanz ist eine knorpelähnliche organische Masse, in die Wasser eingelagert ist. Beim Trocknen verliert Elfenbein rund 20 % an Gewicht. Die Trocknung muss schonend erfolgen, um Rissbildung zu vermeiden. Elfenbein wird durch kochendes Wasser biegsam und lässt sich verformen. Es kann gefärbt und gebleicht werden, verliert jedoch nicht die Neigung zu vergilben.
Mit bloßem Auge ist im Querschnitt – im Unterschied zur Knochensubstanz – eine netzartige Zeichnung (Retzius'sche oder Schregersche Linien) zu erkennen, umgangssprachlich auch als Maserung bezeichnet. Die unterschiedlichen Schnittwinkel der sich kreuzenden Linien ermöglichen eine Zuordnung nach Tierart. Unter dem Mikroskop und durch spektroskopische Verfahren kann zwischen Asiatischem Elefanten, Afrikanischem Steppenelefanten, Afrikanischem Waldelefanten und Mammut unterschieden werden. Auch kommt neuerdings hochauflösende Röntgen-Computer-Tomographie (HRXCT) zum Einsatz. Diese zerstörungsfreien Untersuchungsmethoden dienen der Identifizierung und Herkunftsbestimmung des Elfenbeins und sind damit Grundlage für zollamtliche Maßnahmen (siehe Abschnitt Elfenbein und Artenschutz).
Eine weitere – allerdings teurere – Methode stellen DNA-Analysen dar, die jedoch wegen der systembedingten Materialentnahmen nicht für Antiquitäten geeignet sind. Mittels DNA-Analyse lässt sich sogar eine genauere lokale Herkunft ermitteln.

### Verwendung
Elfenbein ist seit alters her ein kostbarer Rohstoff, der in allen Kulturen als Material für kunstvoll gearbeitete Gegenstände mit höfischer, kultischer oder religiöser Bestimmung galt. Auch als Arzneimittel(zutat), etwa bei der Behandlung von Gelbsucht und Durchfall, wurde das als „zusammenziehend“ geltende Elfenbein (lateinisch Ebur, Genitiv eboris) eingesetzt; so etwa in geraspelter oder gefeilter Form (rasura eboris, „Elfenbeingeschabsel“) oder weißgebrannt (ebur ustum als Spodium). Verfälscht wurde Elfenbein gelegentlich mit den Zähnen von Ebern. Daneben fand es zu allen Zeiten auch Verwendung im profanen Bereich.
Heute hat Elfenbein als Rohstoff in Europa seit Jahrzehnten praktisch keine Bedeutung mehr. Zur Herstellung von Gebrauchsgegenständen kommen preiswerte Kunststoffe zum Einsatz, die in allen Bereichen bessere Dienste leisten. Im Kunsthandwerk wird seit langem auf Elfenbein von Elefanten verzichtet. Ausnahme ist die Restaurierung antiker Stücke, wofür Material aus legalen Altbeständen verwendet werden kann. Der Hauptrohstoff der heutigen Elfenbeinschnitzer ist fossiles Mammutelfenbein. Hierfür bestehen keine Handelsverbote.
Im Gegensatz dazu besteht vor allem in Ostasien nach wie vor ein reger Markt für Elfenbein. Erst 2017 verbot China den Handel, Hongkong 2021. Trotz den Verboten gibt es weiter einen großen Schwarzmarkt mit Preisen von bis zu 2000 € pro Kilogramm. Nach Schätzungen sind etwa zwei Drittel des gewilderten Elfenbeins für China bestimmt. Es wird dort noch vor allem für wertvolle Schnitzereien verwendet.
Außerdem sind die Stoßzähne, bzw. der Kopf mit Stoßzähnen, eine beliebte Jagdtrophäe.

### Elfenbeinhandel

#### Allgemeines

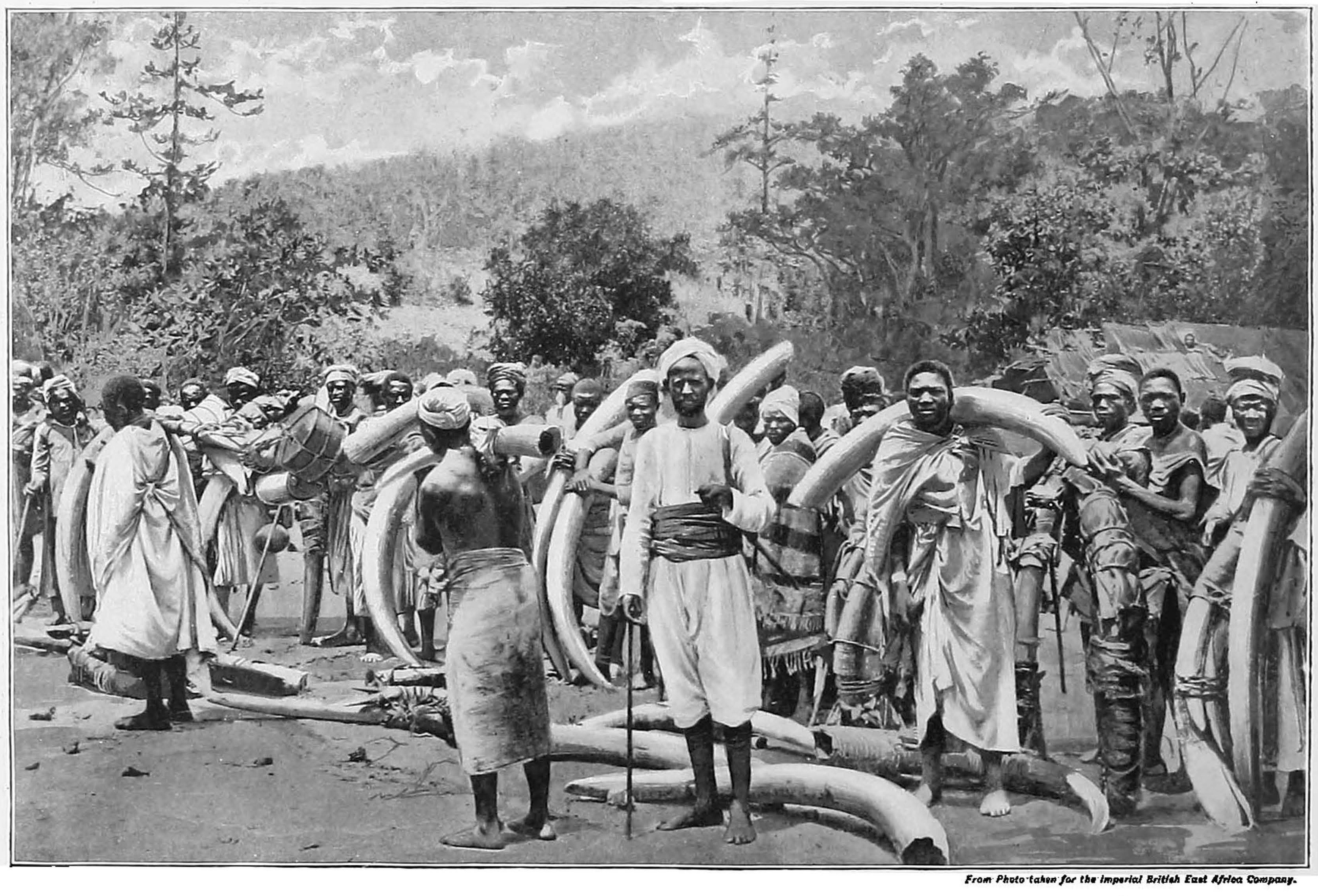
Trägerkolonne

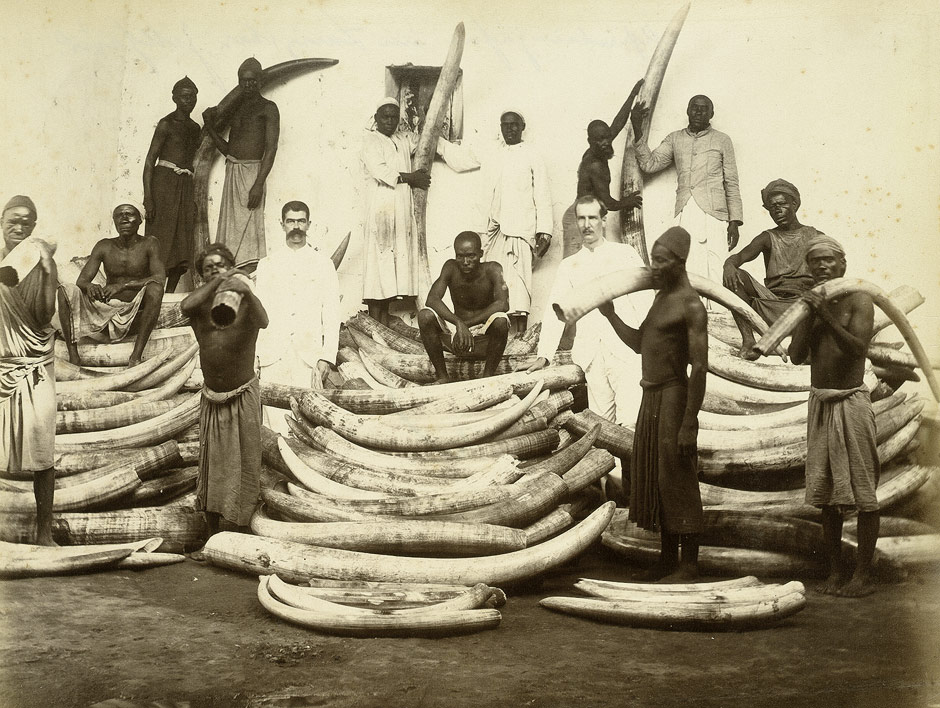
Elfenbeinhandel um 1880

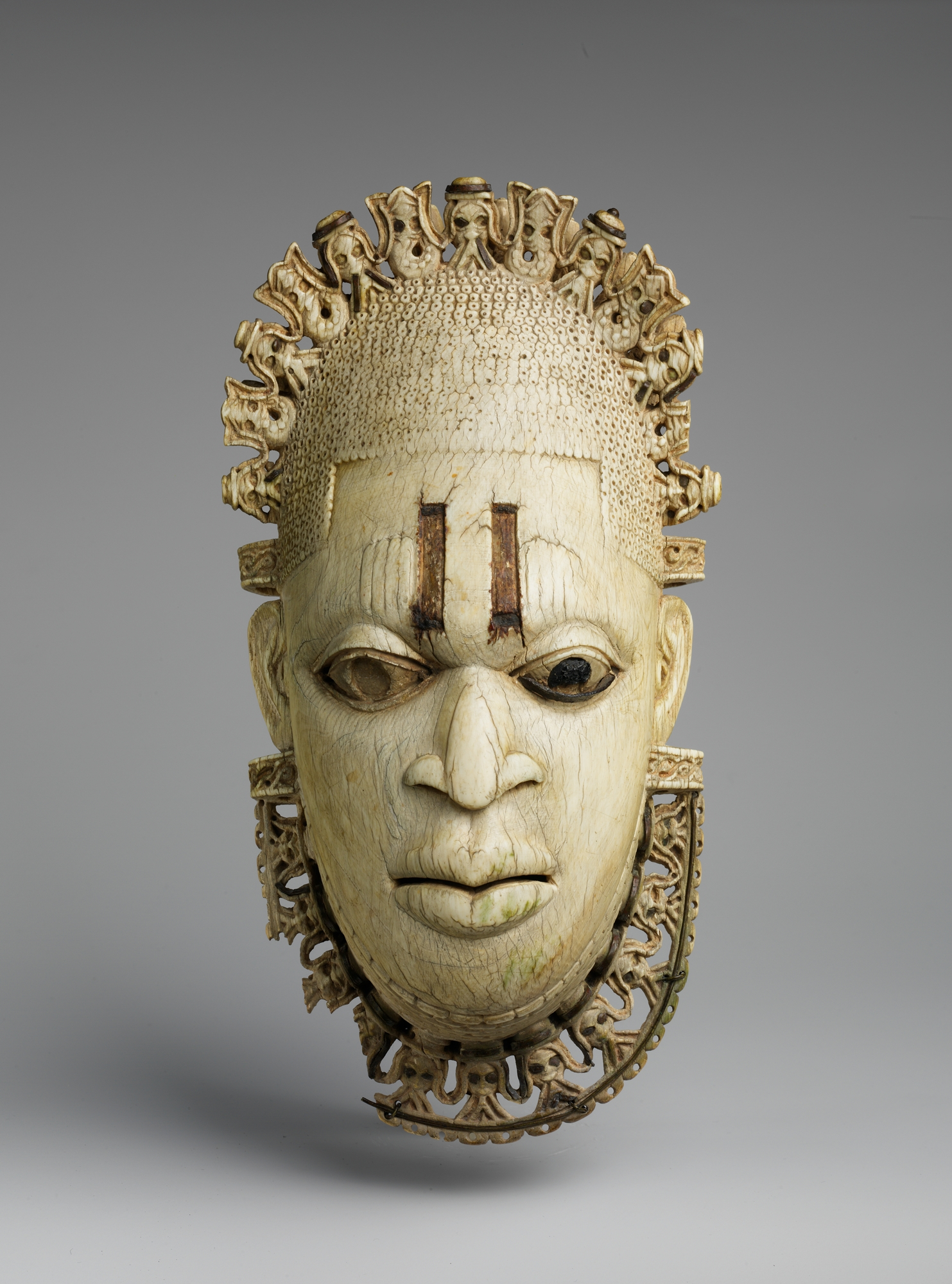
Elfenbeinmaske der Edo (Königreich Benin), 16. Jh.

Schon im 2. Jahrtausend v. Chr. wurde Elfenbein außerhalb Afrikas gehandelt. Über Jahrhunderte hinweg lag der Elfenbeinhandel in den Händen afrikanischer und arabischer Kaufleute. Archaische Jagdmethoden (Pfeil und Bogen, Speer, Fallgruben) und die Erschwernisse des Transportes (Trägerkolonnen, Einbäume) verhinderten eine Überjagung und setzten dem Handelsvolumen natürliche Grenzen. Das änderte sich mit dem Eintreffen der Europäer und ihrem technologischen Vorsprung im Schiffbau (Karavelle) und in der Waffentechnik (Feuerwaffen). Den ersten verhaltenen und friedlichen Schritten folgten bald Kolonisierung, Missionierung, Übernahme des Handels und Verlagerung der Handelsplätze. Haupthandelsplätze für Elfenbein wurden Amsterdam und London. Diesen Status verloren sie erst während des Zweiten Weltkrieges an Plätze in Ostasien, hier vor allem an die damalige britische Kronkolonie Hongkong.

#### Legaler Handel
Während der Zeit, als Europäer – hauptsächlich Großbritannien – den Elfenbeinhandel dominierten, gab es weder den Begriff der Wilderei noch den des illegalen Handels. Alles, was die Kolonialmächte im Rahmen ihrer auf Bereicherung angelegten Unternehmungen taten, galt als legal, insbesondere die Überbejagung mit der starken Dezimierung der Elefantenbestände im 19. Jahrhundert. Erst durch den augenfälligen Schwund der Elefanten und die immer jünger werdende Jagdbeute – erkennbar an den kleineren Stoßzähnen – setzte ein Umdenken ein.
Auf der 7. Nachfolgekonferenz des Washingtoner Artenschutzübereinkommens (CITES) am 17. Oktober 1989 in Lausanne einigen sich 177 Staaten auf ein weitgehendes Handelsverbot für Elfenbein. Bis 2022 unterzeichneten 183 der 193 Mitgliedstaaten der Vereinten Nationen die Vereinbarung. Legal war ab der Übereinkunft von 1989 nur noch der Handel mit Elfenbein-Antiquitäten, die vor dem 1. Juni 1947 hergestellt worden waren, was von einem öffentlich anerkannten Gutachter für Artenschutz bescheinigt werden musste. Seit Anfang 2022 ist in der EU der Handel mit Elfenbein und Elfenbeinprodukten grundsätzlich ausgesetzt und nur noch unter strengen Regeln in bestimmten Ausnahmefällen gestattet.
Ferner gibt es Ausnahmeregelungen für einzelne Staaten. In Thailand ist der Handel mit Elfenbein gestattet, das von den eigenen 4000 asiatischen Zuchtelefanten stammt. Ebenfalls unter Auflagen erlaubt ist der Elfenbeinhandel (seit 1999) den vier südafrikanischen Staaten Namibia, Botswana, Simbabwe und der Republik Südafrika, weil deren Elefantenpopulationen als stabilisiert angesehen werden. Diese vier Länder durften 1999 und 2008 insgesamt 151 Tonnen Elfenbein an Händler aus Japan und China versteigern. Artenschutzorganisationen hatten vor diesen Verkäufen gewarnt, weil sie befürchteten, dass auf diesem Weg gewildertes Elfenbein in den Markt geschleust werden könnte, was nach Einschätzung von Beobachtern auch tatsächlich der Fall war.

#### Illegaler Handel
Der illegale Handel wird durch die große Nachfrage und den Schmuggel von gewildertem Elfenbein in Gang gehalten. Vom Zoll unentdeckte Schmuggelware, die den Empfänger erreicht, kann verbotenerweise als legales Elfenbein deklariert und innerhalb des Empfängerlandes gehandelt und verarbeitet werden. Internationale Abkommen entfalten hier keine Wirkung. Als Haupthandelsplatz für illegales Elfenbein gilt Hongkong. Das Gesamtvolumen des Schwarzmarktes kann nur abgeschätzt werden. Man nimmt an, dass die Zollbehörden nur etwa jede zehnte Lieferung entdecken.

#### Problematik
Die Kontrolle des generell geltenden Elfenbein-Handelsverbotes wird durch verschiedene Umstände erschwert bzw. unmöglich gemacht. Große formale Hindernisse bestehen darin, dass nicht alle Staaten das Artenschutzübereinkommen unterzeichnet haben und es keine Zwangsmittel zur Durchsetzung des Abkommens gibt. Die Praxis zeigt außerdem die Hilflosigkeit gegenüber der auf allen Ebenen verbreiteten Korruption. Im Handel ist es praktisch unmöglich, zwischen legalem und illegalem Elfenbein zu unterscheiden.

### Wilderei und Jagd

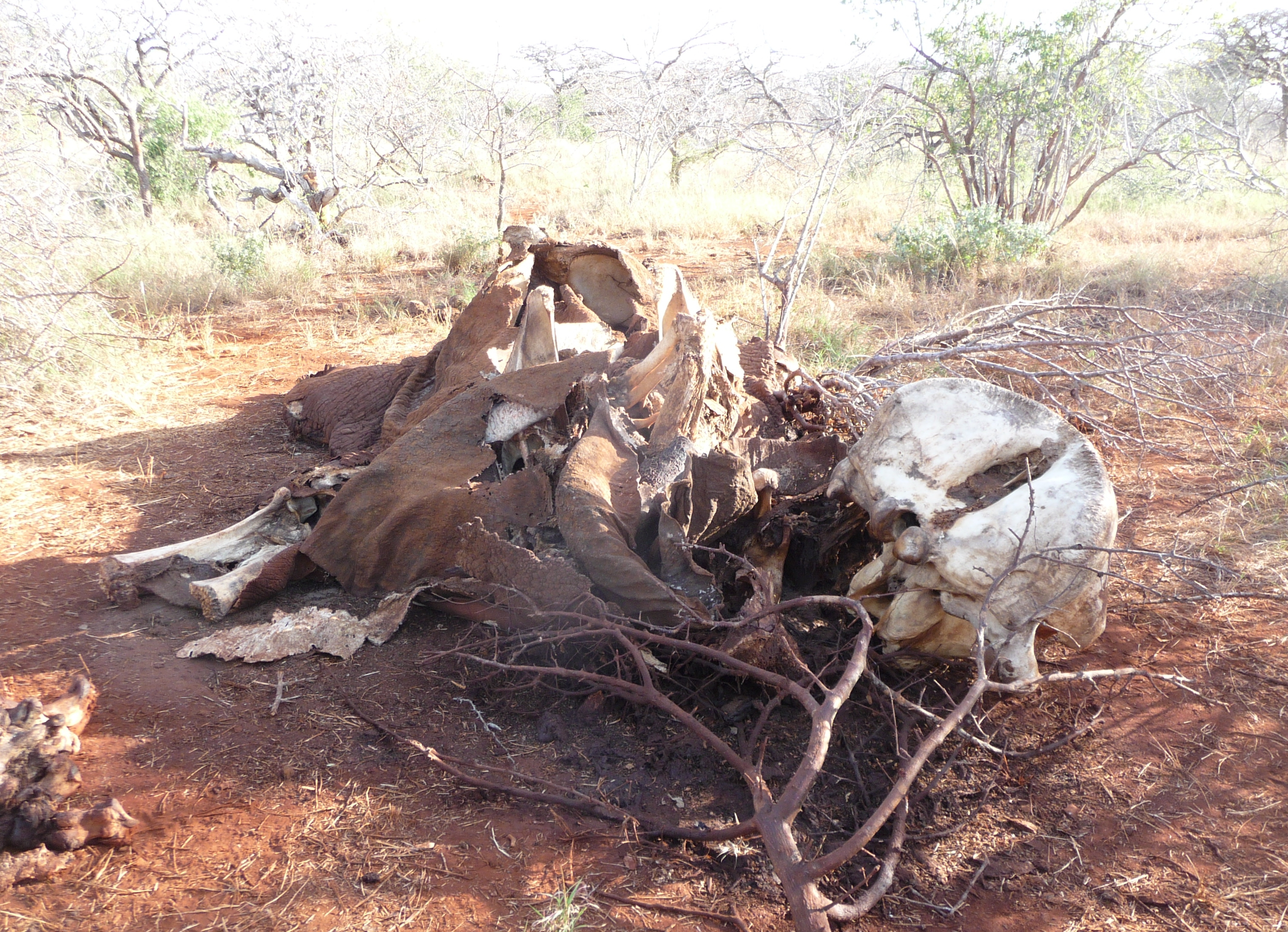
Überreste eines wegen seines Elfenbeins gewilderten Elefanten

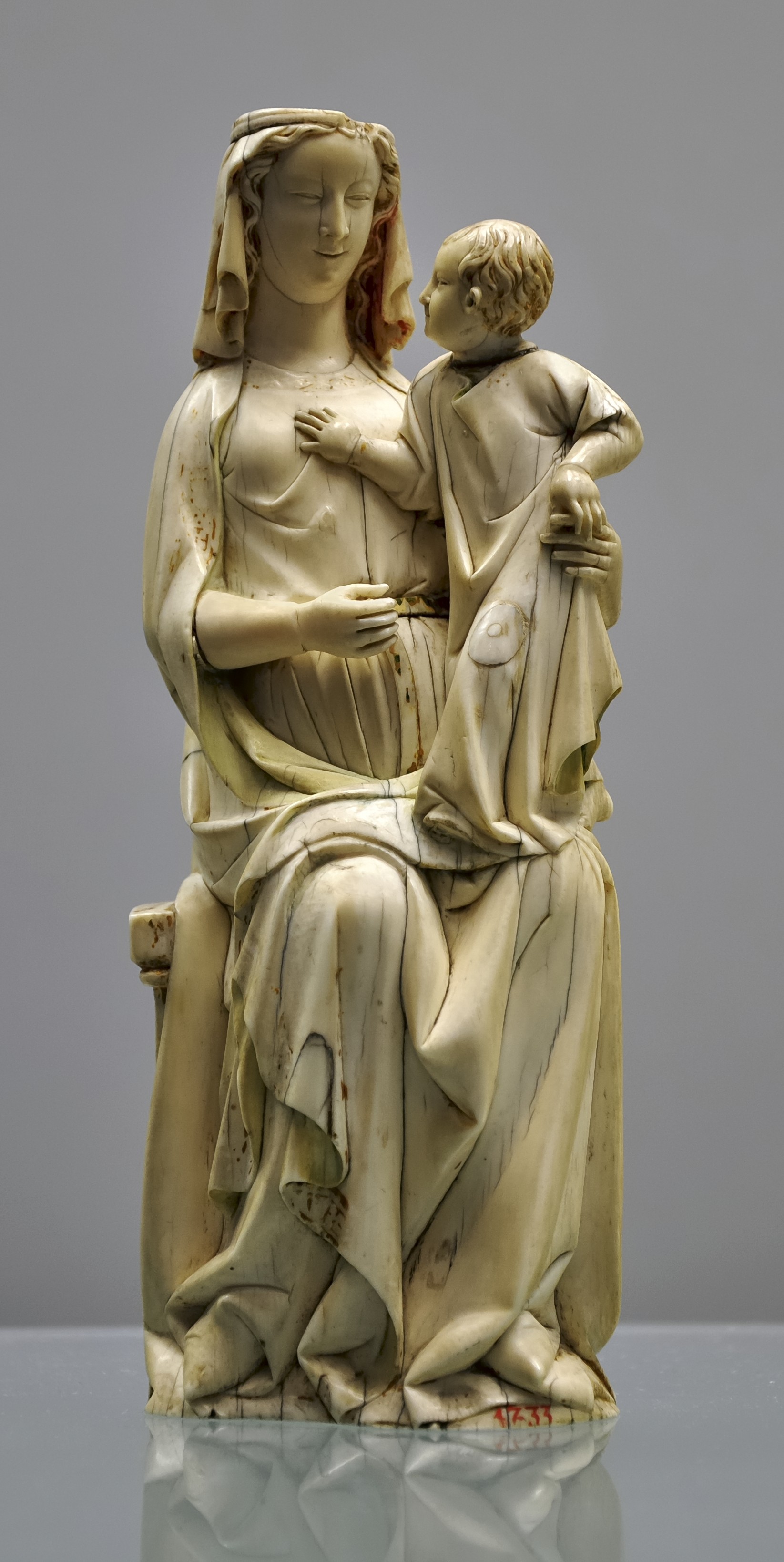
Jungfrau mit Kind, Frankreich 13. Jh.

Bis in das 20. Jahrhundert hinein war die Jagd auf Elefanten kaum reguliert. Auch Großwildjagd war eine gesellschaftlich anerkannte und kaum gesteuerte Betätigung, nur hohe Kosten für Ausstattung und Logistik verhinderten die Entwicklung zum Breitensport.
Erst als ein Bewusstsein für die Bedrohung der Elefantenbestände durch die ungebremste Jagd aufkam, trat eine Wende ein. Mit internationalen Abkommen und nationalen Regulationen wurde Jagd und Handel ab den 1970er Jahren stärker eingeschränkt. Am 17. Oktober 1989 wurde auf der CITES-Artenschutzkonferenz ein Verbot des internationalen Handels beschlossen.
Die bisher umgesetzten Maßnahmen konnten aber nicht verhindern, dass die steigende Nachfrage nach Elfenbein hauptsächlich durch Wilderei und Schmuggel gedeckt wird. Schätzungen zufolge wurden um 2009 in Afrika zirka 38.000 Elefanten pro Jahr gewildert. So wurde die gesamte Elefantenpopulation allein zwischen 2007 und 2014 um ein Drittel dezimiert. Eine seit Jahren zu beobachtende, bedrohliche Entwicklung in Teilen Afrikas stellen die Aktivitäten der verschiedenen Rebellen- und Terrorgruppen dar, die stark bewaffnet als Wilderer auftreten und sich aus dem Elfenbeingeschäft finanzieren.

### Elfenbein und Artenschutz
Dem Artenschutz, das heißt der Erhaltung der Artenvielfalt, kann auf verschiedene Weise gedient werden. Die älteste und bekannteste Maßnahme ist die Einrichtung von Schutzgebieten.
Zur Durchsetzung des Schutzgedankens werden Wildhüter eingesetzt, die anfangs unbewaffnet waren oder leichte Polizeiwaffen zur Selbstverteidigung hatten. Da jedoch Wilderer inzwischen bandenmäßig organisiert und stark bewaffnet auftreten, wurden die Einsatzkräfte mit Sturmgewehren und anderen automatischen Waffen ausgerüstet. Eine Steigerung im Kampf gegen die Wilderei stellen Hubschrauber, Überwachungs-Drohnen und Bluthunde dar.
Da die Weite der zu überwachenden Gebiete oft nur zufällige Erfolge zulässt, kommen zu den Bemühungen vor Ort Maßnahmen gegen Schmuggel an den Grenzen. Hierzu zählen vor allem die Zollkontrollen in Seehäfen und Flughäfen, und zwar sowohl in den Herkunftsländern als auch in den Empfängerländern – zum Teil mit Hilfe von Spürhunden. Das stetige Anwachsen der Zolllager und die Angst vor Diebstahl haben weltweit zu der Überzeugung geführt, dass beschlagnahmtes Elfenbein endgültig aus dem Verkehr gezogen werden muss.

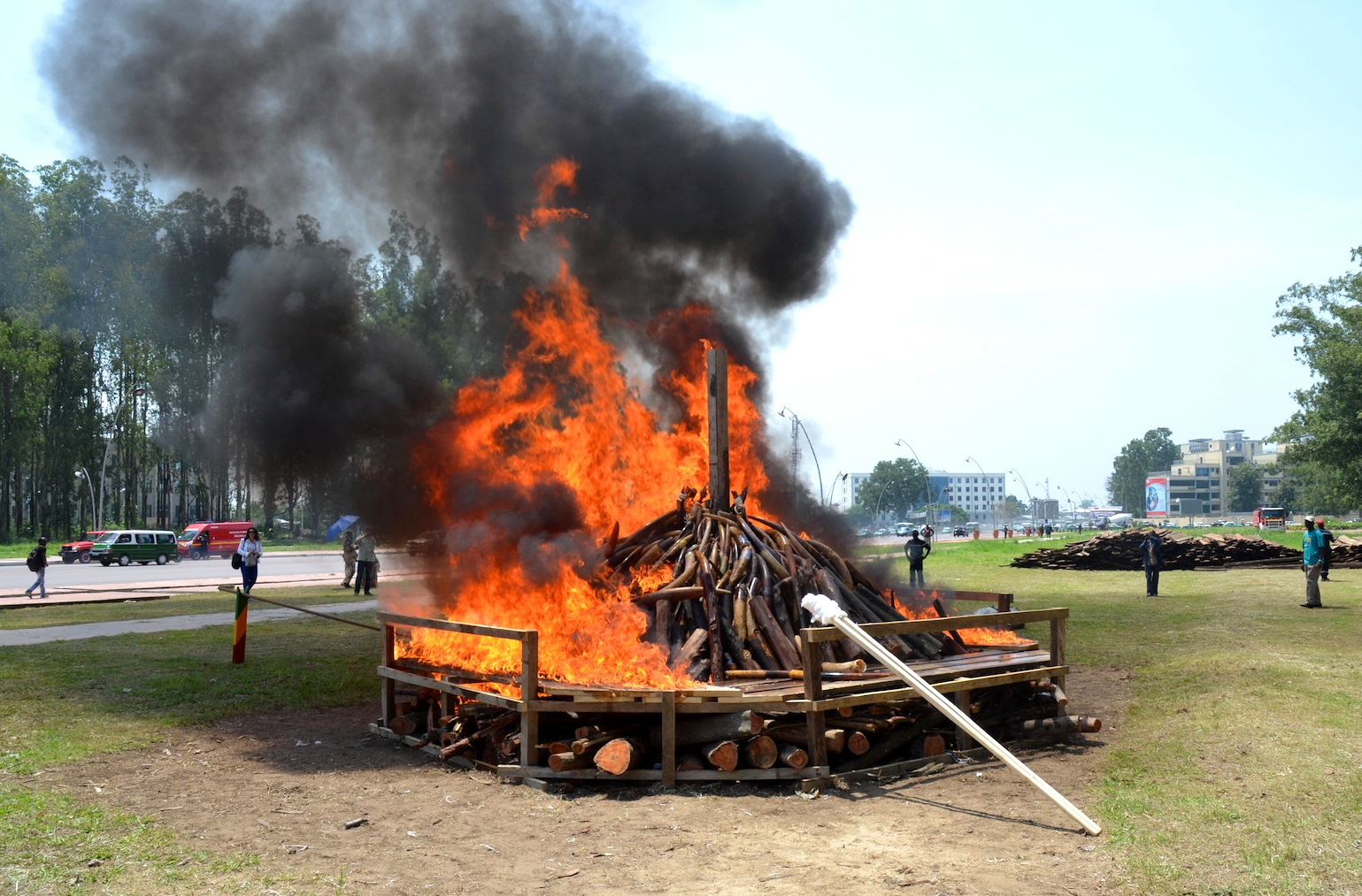
Verbrennung von gewildertem Elfenbein

Die medienwirksame, das heißt öffentliche Zerstörung von illegalem Elfenbein gilt als das eindeutige Null-Toleranz-Signal gegen Wilderei und Schmuggel. Seit 1989 konnten in spektakulären Aktionen etwa 180 Tonnen geschmuggelten Elfenbeins vernichtet werden. Den Anfang machte Kenia, das 12 Tonnen verbrannte. Weitere afrikanische Staaten (Sambia 10 Tonnen, Gabun 5 Tonnen) folgten dem Beispiel. Kenia übergab 2011 abermals fast 5 Tonnen Elfenbein den Flammen. Die bisher größte Menge Elfenbein (105 Tonnen) wurde von Kenia am 30. April 2016 verbrannt. Bis 2016 zerstörten folgende Staaten ihre beschlagnahmten Elfenbeinbestände: Philippinen 5 Tonnen, USA 6 Tonnen, China 6 Tonnen, Frankreich 3 Tonnen, Dubai 18 Tonnen (1992 und 2015), Kongo 5 Tonnen.
2008 verpflichteten sich 17 afrikanische Staaten mit der Elefanten-Deklaration von Bamako, den im Washingtoner Artenschutzabkommen erlaubten Handel mit beschlagnahmtem Elfenbein einzustellen.
Von IFAW und WWF in China durchgeführte Marktforschungsstudien ergaben die verbreitete Ansicht, Elefanten-Stoßzähne würden ähnlich dem Geweih vom lebenden Tier abgeworfen. Mit Aufklärungsarbeit hoffen die Artenschutz-Organisationen, in China eine ähnliche Entwicklung in Gang zu setzen wie in Japan 30 Jahre vorher. Japan stand seinerzeit mit 470 Tonnen pro Jahr an der Spitze des Weltverbrauchs an Elfenbein. Der heutige Verbrauch beträgt nicht mehr als ein Zehntel.
Unabhängig davon hatte die chinesische Regierung angekündigt, die Resolution der CITES-Artenschutzkonferenz vom Oktober 2016 umzusetzen und den Handel mit Elfenbein und seinen Produkten zu unterbinden. Nach einer zwölfmonatigen Übergangszeit trat am 31. Dezember 2017 ein generelles Handelsverbot in Kraft.
In der EU traten am 19. Januar 2022 weitere Einschränkungen in Kraft.

## Elfenbein vom Mammut

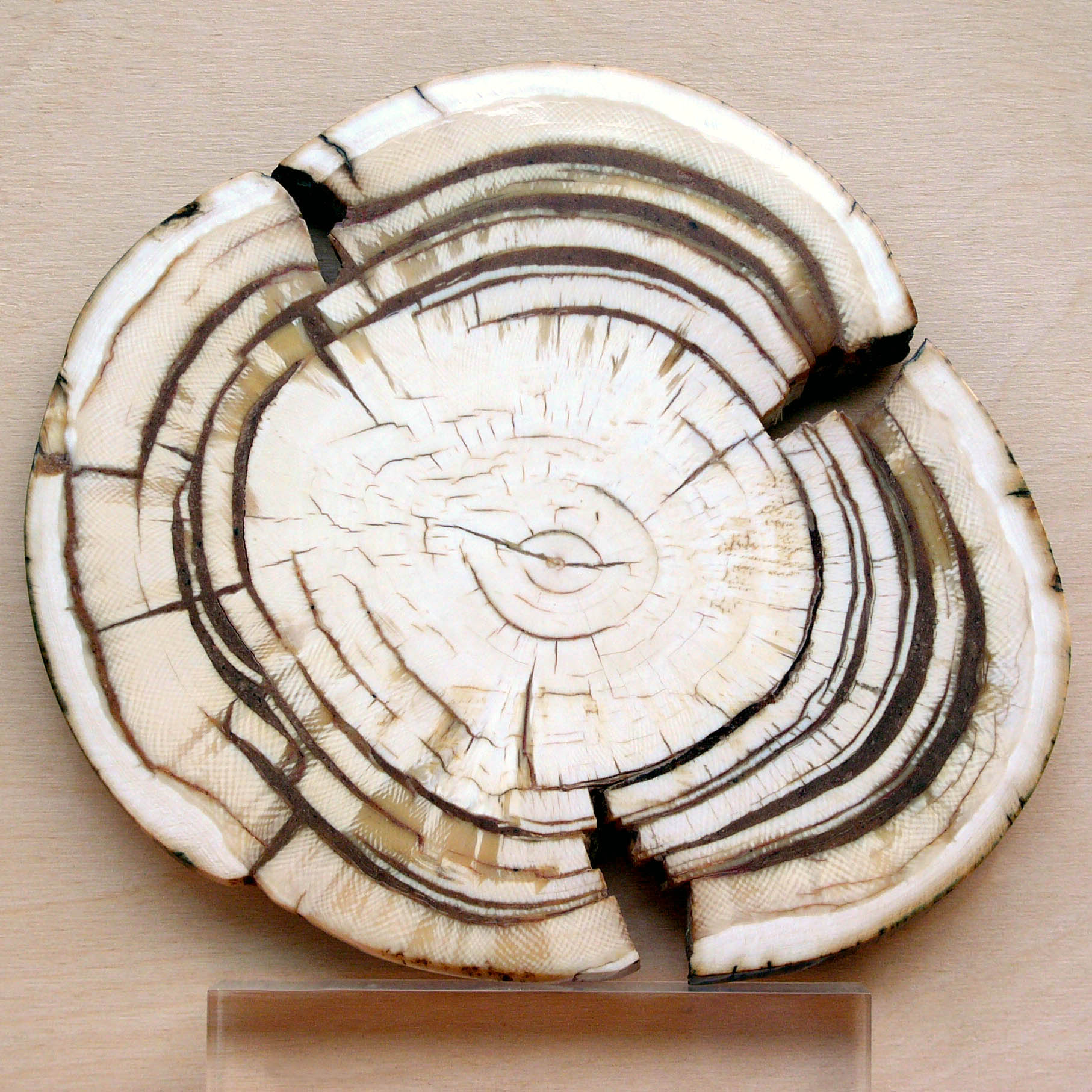
Querschnitt durch den fossilen Stoßzahn eines Mammuts

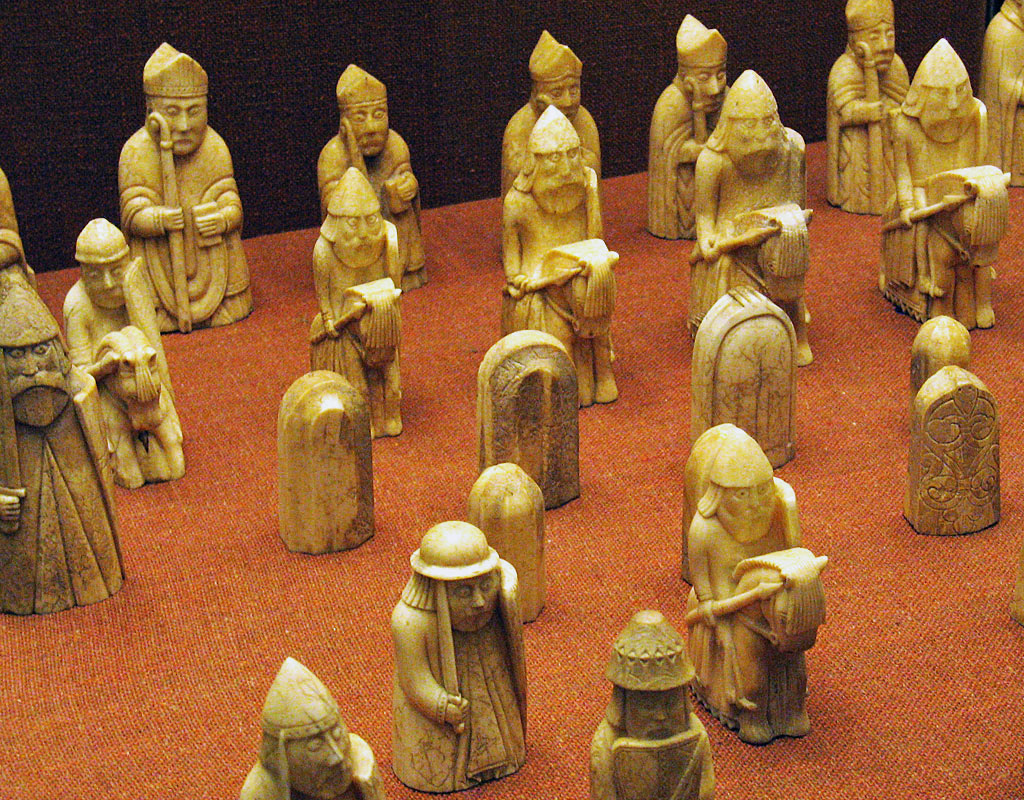
Die Lewis-Schachfiguren (12. Jahrhundert) aus Walross- und Walzähnen

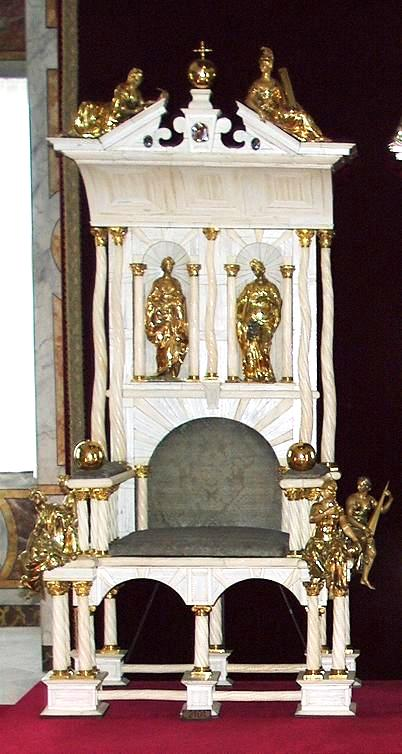
Dänischer Königsthron aus Narwalzähnen

Als früheste Zeugnisse menschlichen Kunstschaffens gelten steinzeitliche Figuren aus Mammut-Elfenbein (siehe Abschnitt Kunstgeschichte des Elfenbeins).
Nachdem die letzten Mammuts vor etwa 4000 Jahren ausgestorben waren, kommen die Stoßzähne nur noch in fossiler Form vor. Sie stammen hauptsächlich aus dem nördlichen Teil Sibiriens, wo sie während des arktischen Sommers ausgegraben werden, wenn der Permafrostboden auftaut und die Schätze freigibt. Eine systematische Gewinnung ist wegen der Größe des Landes nicht möglich. Eine mitunter gefährliche Suche wird an den Steilküsten der Polarmeere betrieben, an denen durch Erdabbrüche Stoßzähne freigelegt werden. Auch in Kanada und Alaska wird Mammut-Elfenbein gefunden.
Die Herkunft aus einer längst vergangenen Epoche der Menschheitsgeschichte macht Mammut-Elfenbein zu einem faszinierenden und einzigartigen Rohstoff. Mit seinen Verfärbungen findet es besonders in der modernen Schmuckherstellung Verwendung.
Die Farbpalette reicht von beige bis dunkelbraun, von blau bis grün in allen Nuancen, bis hin zu schwarz. Stoßzähne nehmen die Farben der Mineralien an, denen sie in der Erde ausgesetzt sind. Die drei Handelsklassen richten sich nach dem Verwitterungsgrad der Stoßzähne. Die Ausbeute bei gut erhaltenen Funden (Handelsklasse A) ist relativ hoch, da Mammut-Stoßzähne durchgehend massiv sind. Mammut-Elfenbein hat eine Dichte von 2 bis 2,2 g/cm³ und ist etwa ein Fünftel schwerer als Elefanten-Elfenbein. Die Schnitzqualität ist etwa gleich. Die Härte beträgt auf der Mohs-Skala zumeist 2,75–3,5 und entspricht der Härte von Gold.
Der Handel mit Mammut-Elfenbein ist seit Jahrhunderten belegt. Nach China wurde es bereits in der frühen Kaiserzeit geliefert und auch die Griechen der Antike kannten es, wie Theophrast berichtete. China ist auch heute (2014) der größte Importeur.
Solange Elefanten-Elfenbein frei verfügbar war, hatte das eiszeitliche Elfenbein auf Grund der Risse und Verfärbungen keinen großen Markt. Russland exportierte um 1900 lediglich 20 Tonnen pro Jahr. Die Nachfrage stieg erst, als die Handelsverbote für Elefanten-Elfenbein in Kraft traten. Seitdem beläuft sich der Export sibirischen Elfenbeins auf jährlich etwa 60 Tonnen. Der Handel unterliegt keinerlei Beschränkungen.
Zwischen 2013 und 2019 wurde diskutiert, den Artenschutz von Elfenbein auf Mammut-Elfenbein auszuweiten.
Als Gründe dafür werden genannt, dass Mammut-Elfenbein ab einem gewissen Verarbeitungsgrad nur schwer von Elefanten-Elfenbein zu unterscheiden ist, und dass illegal gewonnenes Elefanten-Elfenbein als Mammut-Elfenbein deklariert wird.
Ebenso wird argumentiert, dass die Verfügbarkeit von frei handelbarem Mammut-Elfenbein die Nachfrage an Elfenbein insgesamt erhöht, und damit auch dem illegalen Handel Vorschub leistet.

## Elfenbein von anderen Tieren
Im Mittelalter galt der Stoßzahn des Narwals wegen seiner Seltenheit und der rätselhaften Herkunft als kostbarster Stoff, der zeitweise mit dem zehnfachen Wert des Goldes aufgewogen wurde. Er beflügelte die Phantasie und wurde für das heilbringende Horn des sagenhaften Einhorns gehalten (siehe ausführliche Darstellung im Artikel Ainkhürn). Die spiralartig gewundenen Stoßzähne des Narwals gelangten meist unzerteilt als bestaunte Stücke in die Raritäten-Sammlungen der europäischen Höfe. Einzelne Zähne wurden auch zu Insignien weltlicher und geistlicher Herrscher (Zepter, Bischofsstab, Thron) verarbeitet.
Ebenfalls wertvoll ist das Elfenbein der Walross-Eckzähne, die zeitlebens nachwachsen und eine Länge von 50 Zentimeter und mehr erreichen. Einer Studie zufolge könnte die Bejagung von Walrossen durch die Wikinger für das Aussterben der Tiere in Island verantwortlich sein. Die intensive Bejagung seit dem 16. Jahrhundert führte zu starker Dezimierung bzw. gebietsweiser Ausrottung. Nach dem Washingtoner Artenschutzübereinkommen von 1973 ist die Jagd auf Walrosse und die Verwertung nur den arktischen Küstenvölkern gestattet, die ihre Lizenzen seit einigen Jahren aber auch an Hobbyjäger abtreten. Kunsthandwerkliche Arbeiten aus Walrosselfenbein haben eine lange Tradition und reichen etwa 2000 Jahre zurück (siehe auch Artikel Scrimshaw). Ebenfalls aus Walross-Elfenbein wurden Harpunenspitzen hergestellt.
Ein nie vergilbendes Elfenbein liefern die etwa 30 Zentimeter langen Eckzähne der Flusspferde. Aus ihnen wurden früher hauptsächlich künstliche Zähne hergestellt. Die ehemals am Nil beheimateten Flusspferde, auch Nilpferde genannt, waren dort bereits Anfang des 19. Jahrhunderts ausgerottet.

## Kunstgeschichte des Elfenbeins

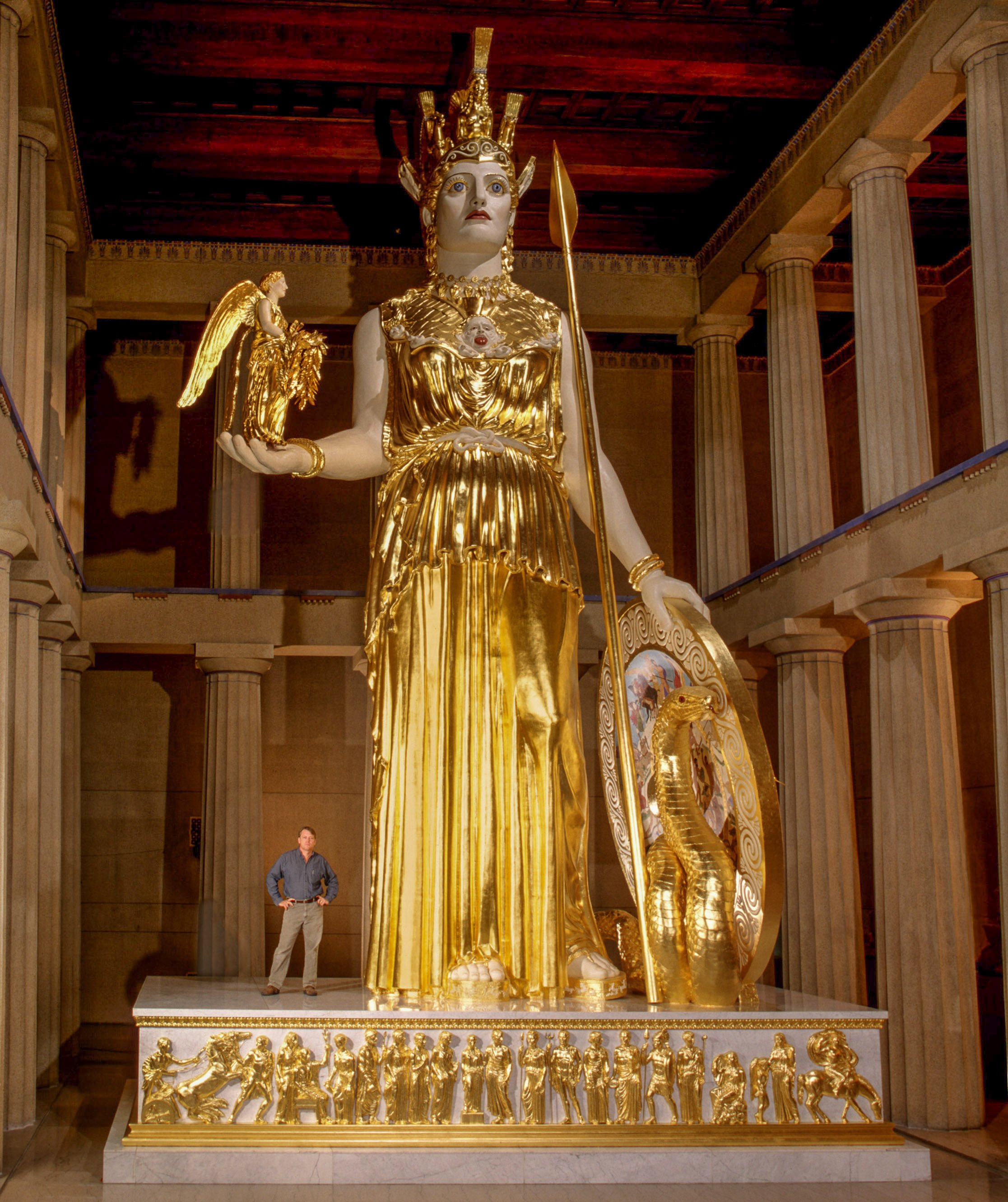
Kolossalstatue Elfenbein/Gold: Athena Parthenos von Phidias, etwa 450 v. Chr., Original zerstört. Nachbildung von Alan LeQuire, 1990, (mit Darstellung des Größenverhältnisses) im maßstabgetreu rekonstruierten Parthenon

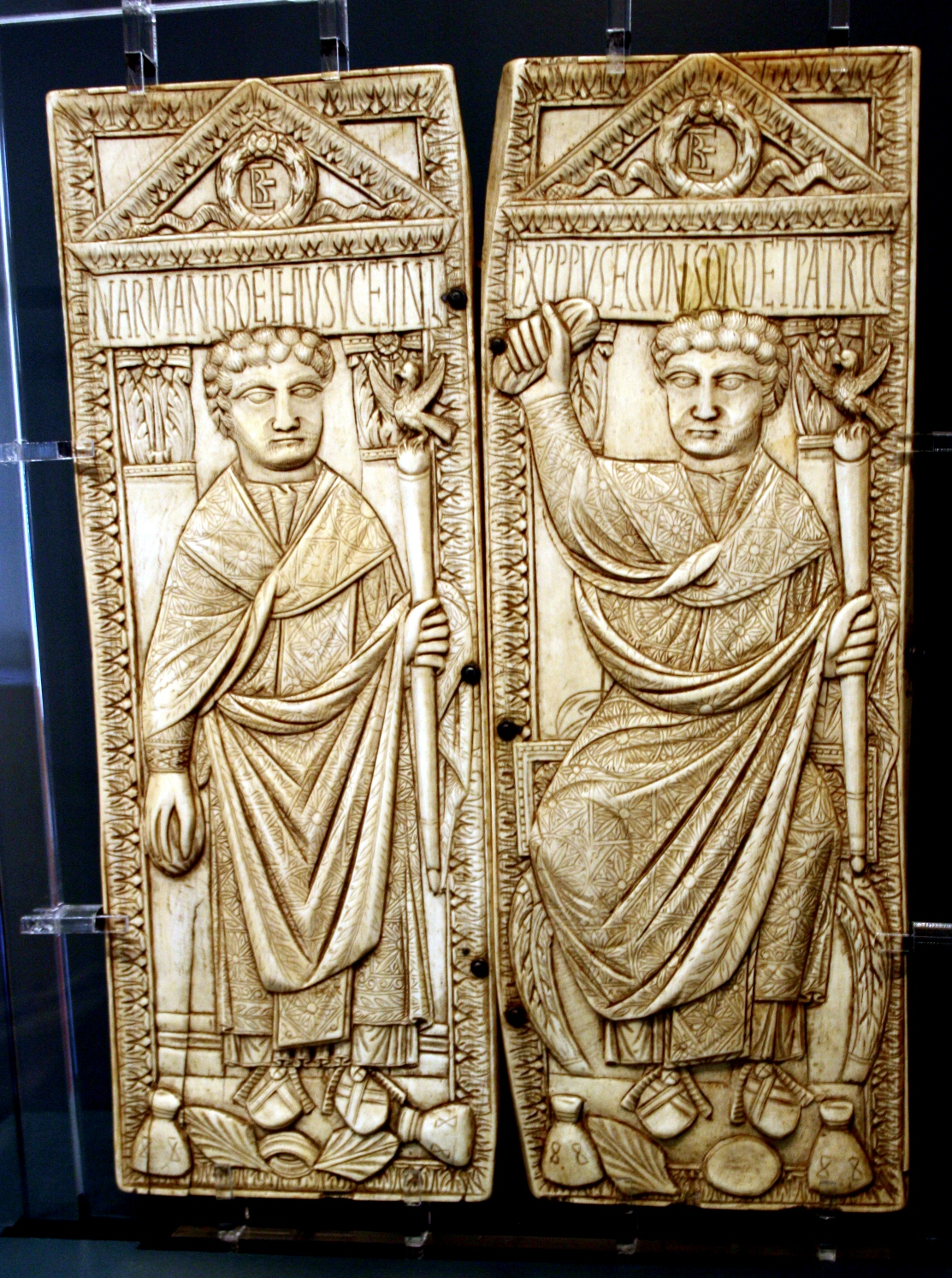
Konsulardyptichon des Manlius Boethius, Elfenbein, 5. Jh.

Bereits in der Steinzeit fertigten Menschen aus Elfenbein Gebrauchsgegenstände (Nadeln, Speerspitzen) und kleine Skulpturen. Die ältesten bisher gefundenen Kunstwerke sind Skulpturen aus Mammutelfenbein, wie etwa die Venus vom Hohlefels, der Löwenmensch, für die ein Alter von über 40.000 Jahren angenommen wird. Blasinstrumente aus Elfenbein wie die Elfenbeintrompete sind seit dem Jungpaläolithikum nachgewiesen.
Aus Ägypten sind Grabbeigaben aus Elfenbein ab 4000 v. Chr. bekannt (Badari-Kultur).
In Mesopotamien und Syrien wurden Funde aus der Bronzezeit geborgen, wobei meist Eck- und Schneidezähne von Nilpferden Verwendung fanden. Schnitzereien und Reliefarbeiten, die als Intarsien in Holzobjekte oder Möbel eingesetzt waren, konnten an mehreren Fundorten wie Qatna, Ebla, Ugarit, Alalach gesichert werden.
Mit dem Aufstieg der Phönizier zur bedeutenden Handelsmacht im Mittelmeer (ab 1000 v. Chr.) gelangten die begehrten Elfenbeinarbeiten phönizischer Kunsthandwerker in viele Länder Europas und Vorderasiens. Nach der Ausrottung der damals auch in Syrien heimischen Elefanten wurde der Rohstoff unter anderem auf den Transsahara-Karawanenstraßen aus dem Innern Afrikas herangeschafft. Als berühmteste semitische Elfenbeinarbeit gilt der im Alten Testament beschriebene Thron des Salomo.
Eine einzigartige Verwendung fand Elfenbein bei der Gestaltung der Zeus-Statue in Olympia, eines der Sieben Weltwunder der Antike, die der griechische Bildhauer Phidias etwa 430 v. Chr. schuf. Die etwa zwölf Meter hohe Kolossalstatue ist nicht mehr erhalten. Ebenfalls von Phidias stammte die in gleicher Chryselephantin-Technik ausgeführte Statue der Athene für den Parthenon in Athen (Nachbildung s. Foto rechts). Auch aus dem archaischen Griechenland sind Gold-Elfenbein-Skulpturen überliefert (Foto links).
Bei den Römern erfreute sich Elfenbein (lateinisch Ebur) als Werkstoff für Schmuck, Kleinkunst, Musikinstrumente, Intarsien und Möbelverzierungen großer Beliebtheit. In der Kaiserzeit gelangte Elfenbein bevorzugt bei den Konsulardiptychen zum Einsatz.
Auch in der nachrömischen Zeit wurde Elfenbein beispielsweise von den Angelsachsen verwendet. Die Analyse eines Elfenbeinringes aus dem Grab einer angelsächsischen Frau zeigt, dass er vom Stoßzahn eines afrikanischen Elefanten stammt. In Gräbern in England und an einigen anderen Orten im Nordwesten Europas wurden Hunderte solcher Ringe mit Durchmessern von 10 bis 15 cm gefunden. Die Strontiumisotopenanalyse dieses Ringes aus dem 5. Jahrhundert legt nahe, dass der Elefant in einem Gebiet mit geologisch jungem Vulkangestein, wie der Rift Valley-Region Ostafrikas aufgewachsen ist. Es wird daher angenommen, dass der Ring in Aksum im heutigen Äthiopien gefertigt wurde.
Elfenbein erfuhr mit dem Christentum eine Umdeutung. Da es organisch und zugleich unvergänglich war, wurde es zum Hinweis auf die Unvergänglichkeit des menschlichen Körpers. Daher wurde es zum idealen Material für sakrale Gegenstände (Behälter für Hostien und Reliquien, Kruzifixe, Triptychen, Bischofsstäbe, Buchdeckel für die heiligen Schriften). Die Elfenbeinkunst setzte sich über Karolinger und Ottonen mit ihren Klosterwerkstätten (Lorsch, St. Gallen, Reichenau, Echternach) fort und war im 11. und 12. Jahrhundert im christlichen Abendland allgemein verbreitet. Auch gelangten orientalische Schnitzarbeiten durch die Kreuzfahrer nach Europa und in den sakralen Gebrauch.

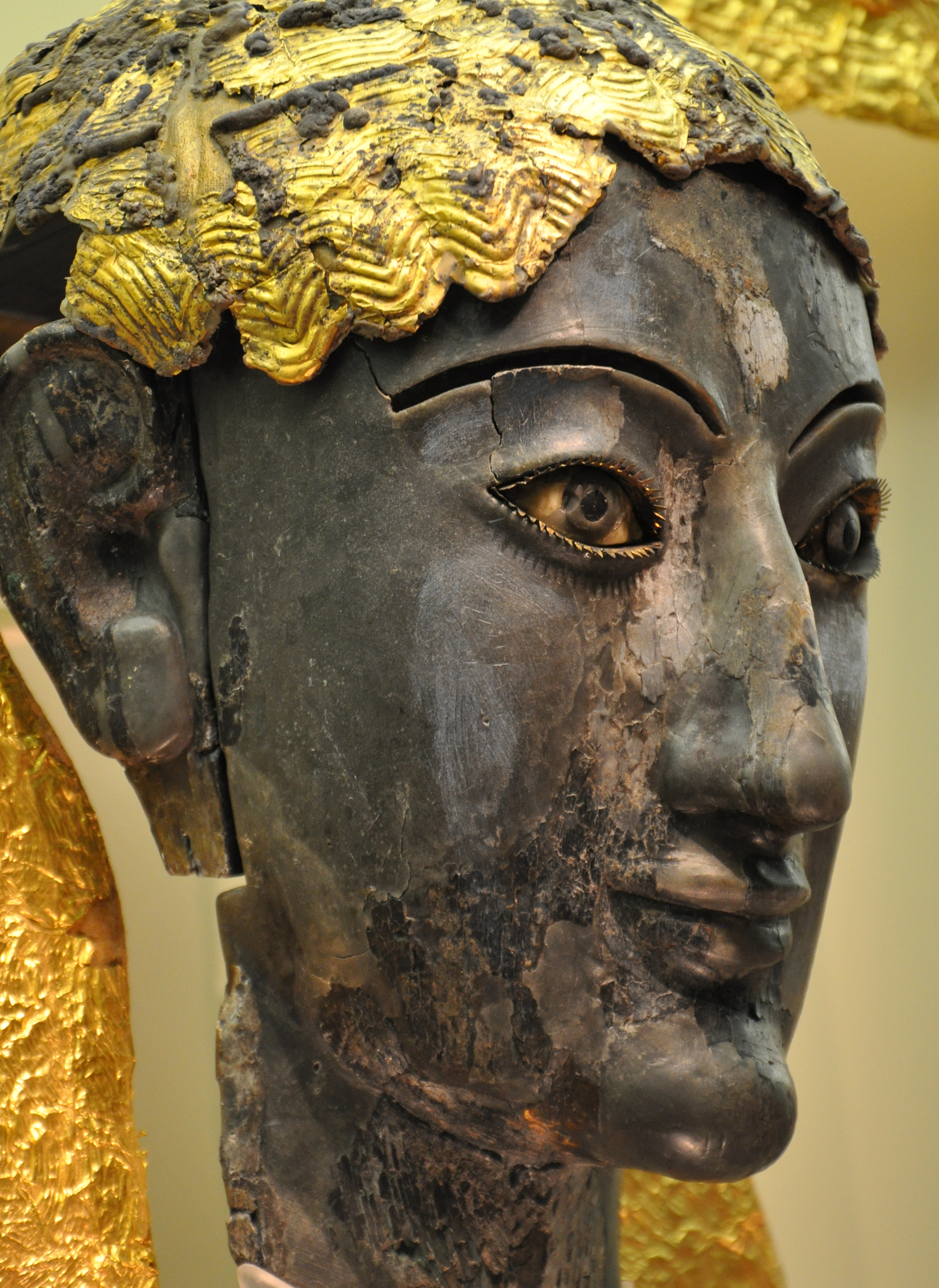
Elfenbein (brandgeschwärzt) und Gold, Delphi, 6. Jh. v. Chr.
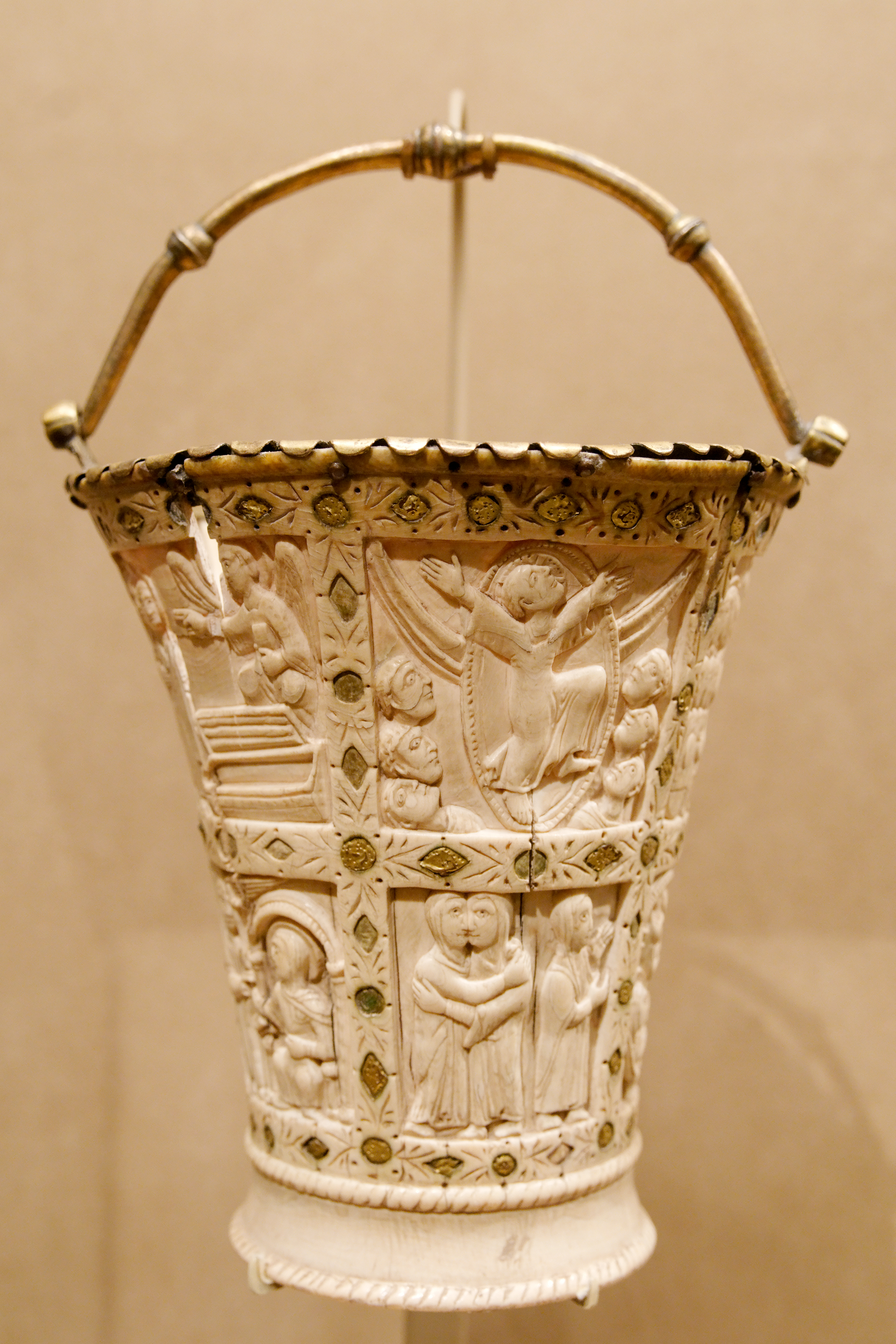
Weihwasser-Behälter, byzantinisch, 9. Jh.
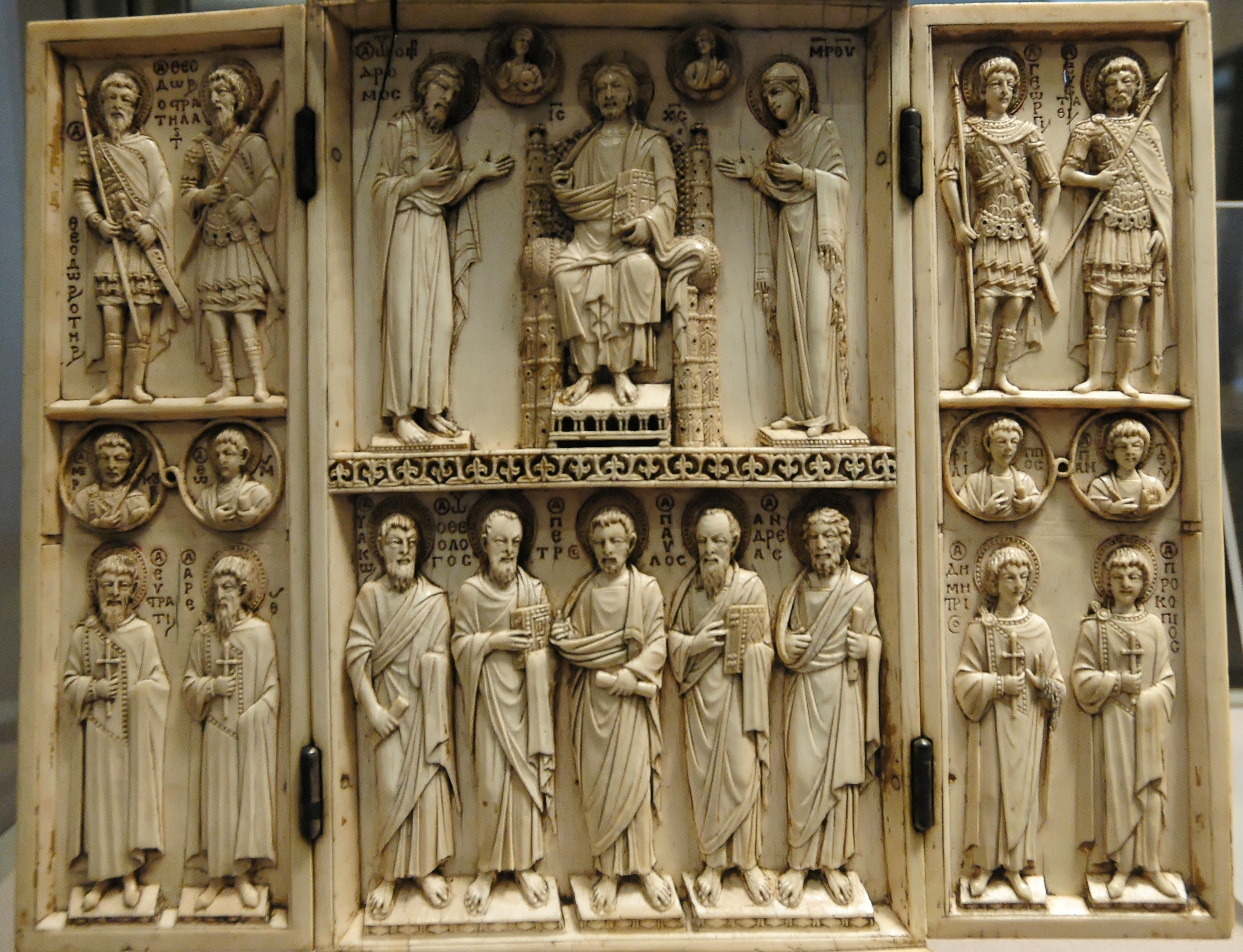
Harbaville-Triptychon, byzantinisch, 10. Jh.
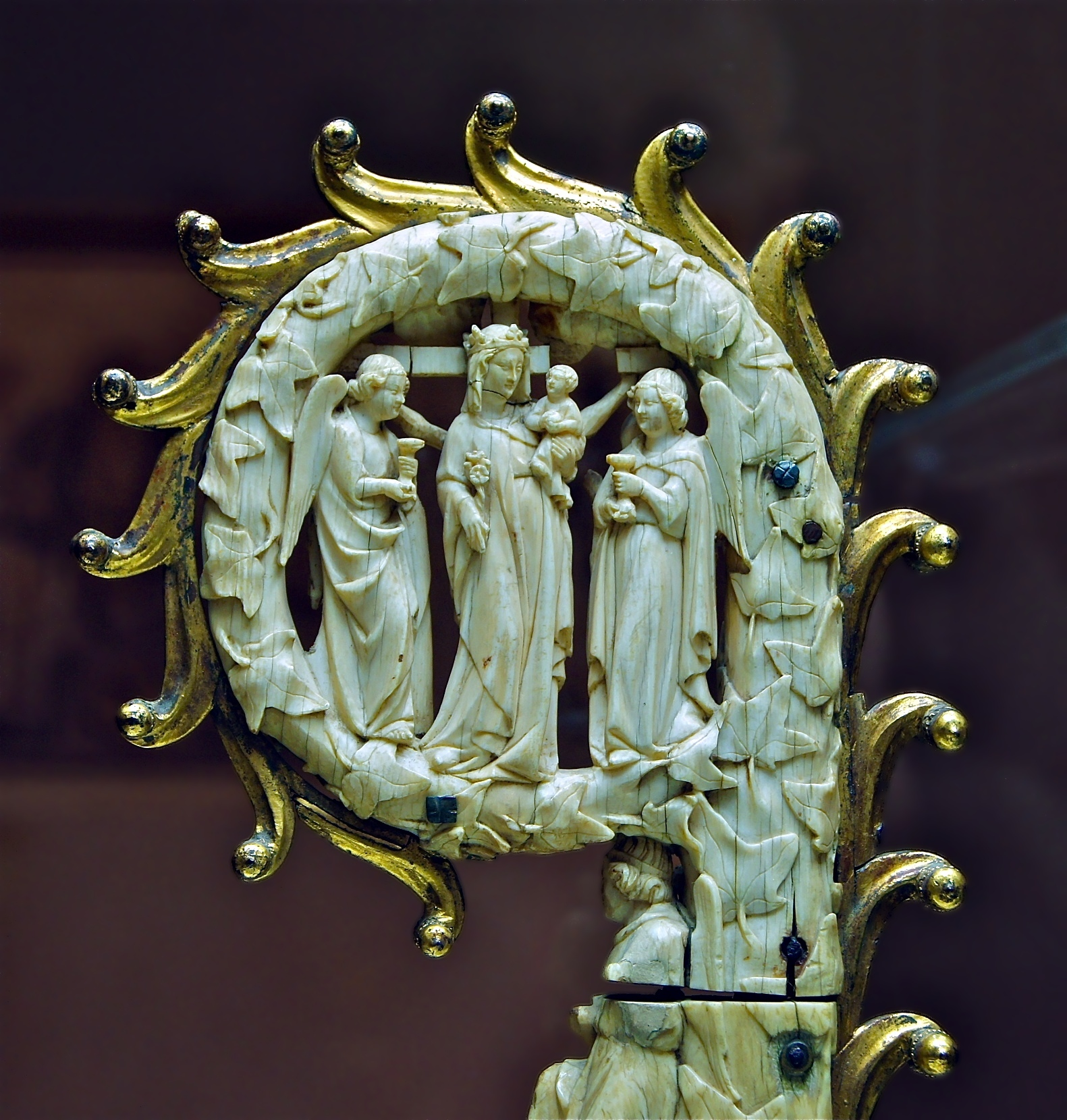
Krümme eines Bischofstabes, ca. 13. Jh.
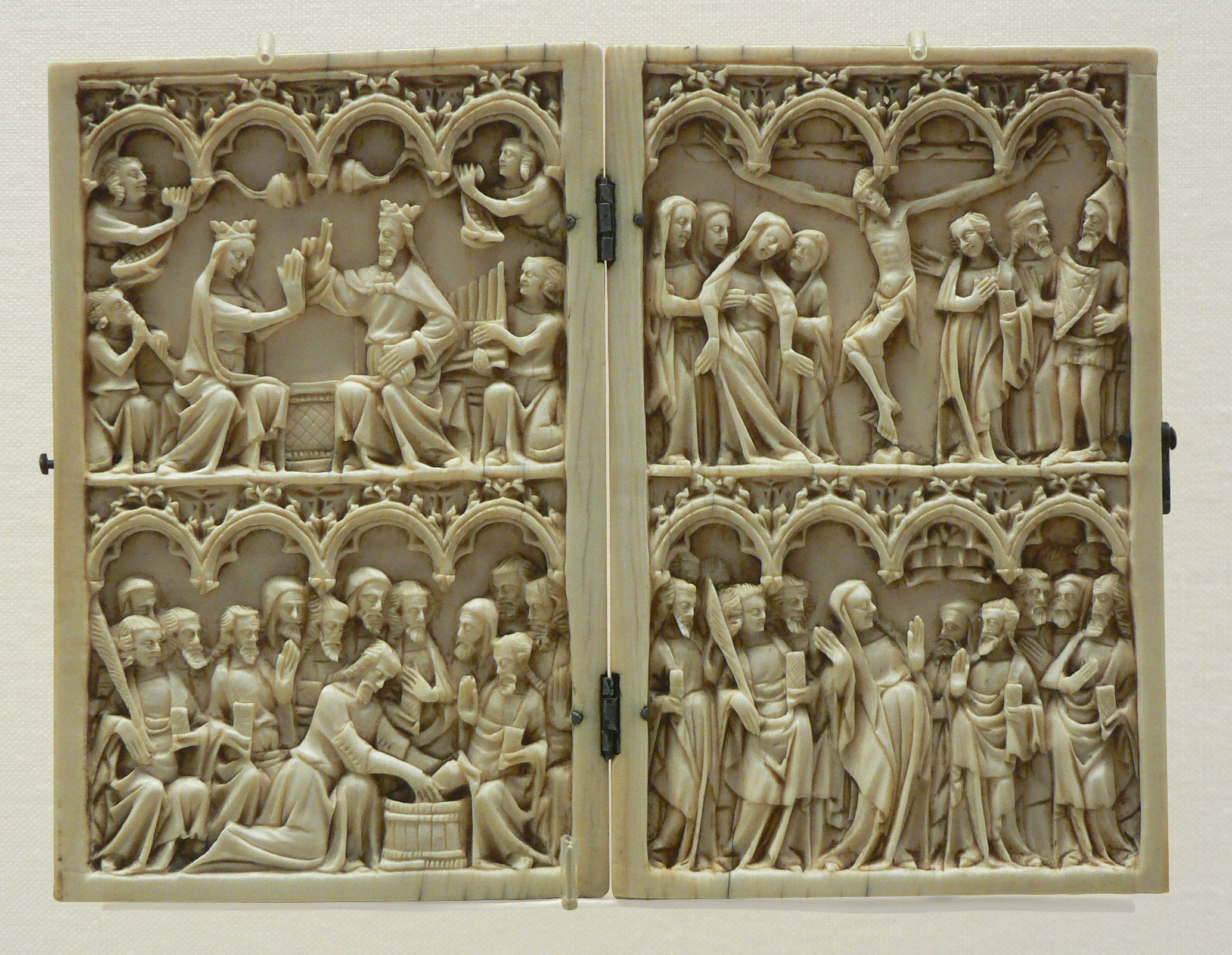
Diptychon, Frankreich, 14. Jh.

In der Gotik wurden Elfenbeinschnitzereien zunehmend für den Profangebrauch hergestellt, wobei französische und venezianische Werkstätten die Führung übernahmen. Eine Unterbrechung der Elfenbeintradition gab es in der nachfolgenden Renaissance, in der andere Materialien bevorzugt wurden. Zur eigentlichen Blüte gelangte die Elfenbeinschnitzerei im 17. Jahrhundert, als deutsche Fürsten miteinander wetteiferten, berühmte Künstler in ihre Dienste zu nehmen oder sich gar selbst als Elfenbeinschnitzer zu versuchen. Aus dieser Zeit des Barock stammen die vielen virtuos gearbeiteten Stücke der höfischen Sammlungen.

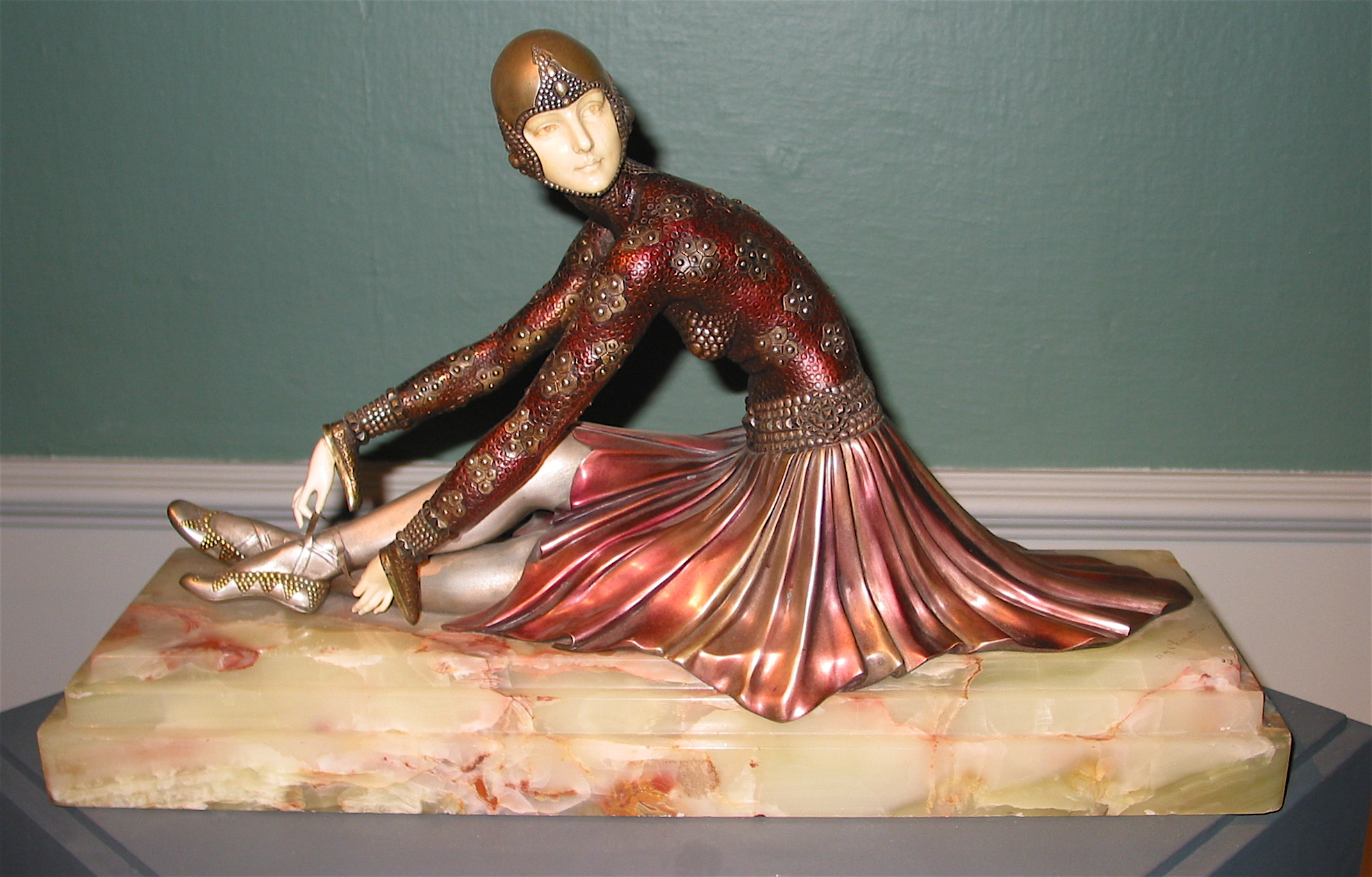
Art-déco-Skulptur Tanara von Demétre Chiparus

Der künstlerische Stillstand setzte mit dem Vordringen von Maschinen und den neuen Bearbeitungsmöglichkeiten (Passigdrehbank) ein. Damit einher ging die vermehrte Verwendung von Elfenbein für Gebrauchsgüter aller Art. Ein letztes Aufleuchten erlebte die Elfenbeinkunst als Kleinplastik im Jugendstil und in der Zeit des Art déco, insbesondere in der Gold-Elfenbein-Technik (Chryselephantin).
Das deutsche Zentrum der Elfenbeinschnitzerei war und ist Erbach im Odenwald, wo 1966 das Deutsche Elfenbeinmuseum eröffnet wurde. Die dortige Elfenbeinverarbeitung begründete 1783 Franz I., letzter regierender Graf von Erbach (1754–1823), worauf sich viele Künstler in dem Ort niederließen.

## Elfenbein-Ersatzstoffe

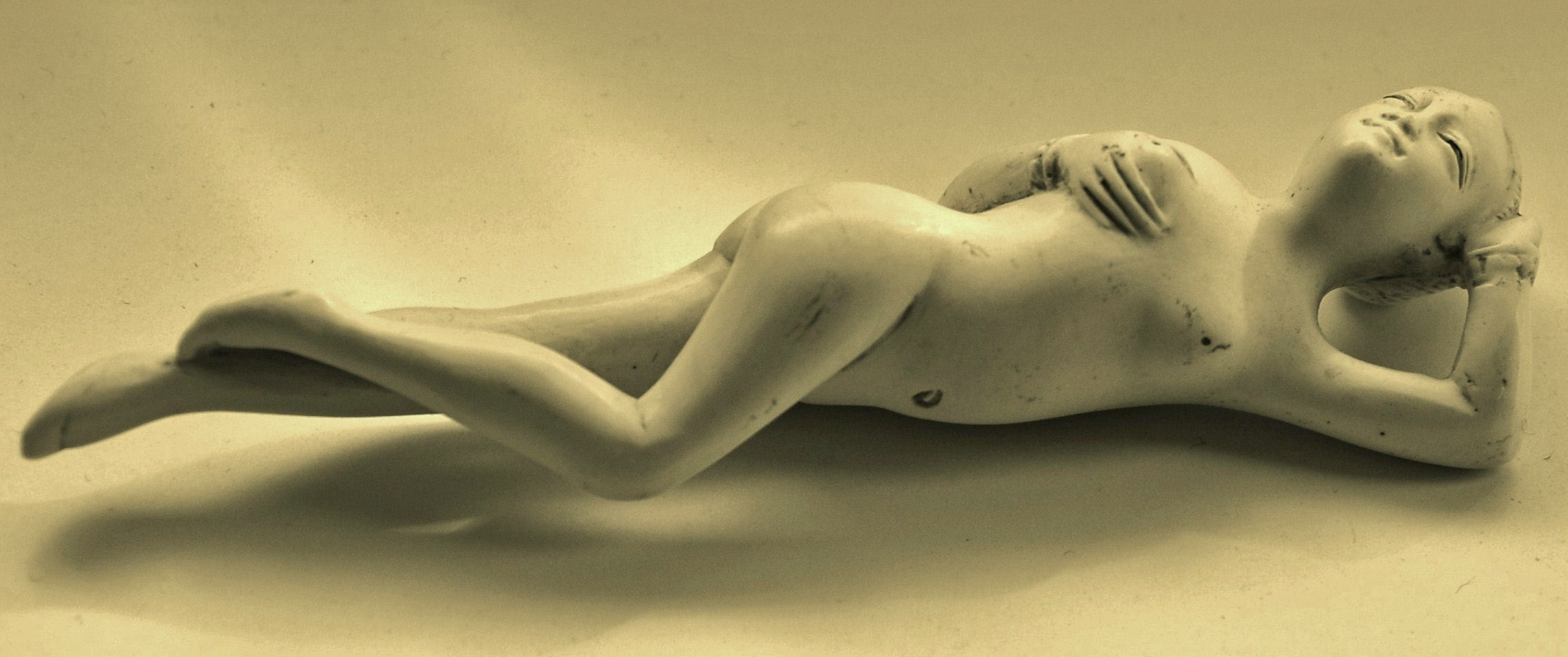
Chinesische Schmerzpuppe, 18. Jh., Museumsreplikat aus elfenbeinadäquatem Material

Bei Gebrauchsgütern haben Kunststoffe, insbesondere die formstabilen Kunstharze, Elfenbein völlig verdrängt. Gründe sind die leichte Verfügbarkeit der Ausgangsmaterialien mit ihrem günstigen Preis und die je nach Anforderung zu bestimmenden Eigenschaften der Kunststoffe. Damit sind sie Elfenbein in allen Einsatzbereichen überlegen.
Beispielsweise besitzen Billardkugeln aus Kunstharz eine größere Haltbarkeit und bessere Rolleigenschaften.
Zu den Stoffen, die Elfenbein ersetzt haben, gehört auch das Porzellan, insbesondere die künstlerisch gestalteten Manufakturerzeugnisse aus Biskuitporzellan, das Mitte des 18. Jahrhunderts erfunden wurde.
Seit Mitte des 19. Jahrhunderts war die Steinnuss für etwa 100 Jahre ein beliebter Ersatz für Elfenbein. Die Steinnuss (Elfenbeinnuss) ist der Samen der Steinnusspalmen (Elfenbeinpalme) Südamerikas. Durch monatelange Trocknung erhält die Steinnuss die Härte von Knochen. Es hat die Farbe von sehr hellem Elfenbein und kann wie dieses bearbeitet und beliebig eingefärbt werden. Die Mitte der 1960er Jahre einsetzende Rückbesinnung auf Naturprodukte und Nachhaltigkeit hat zur Wiederentdeckung der Steinnuss geführt. Aus ihr werden Skulpturen, Spielsteine, Schachfiguren, Knöpfe und vieles andere gefertigt.